# Statistiques et records du FC Barcelone
 (juillet 2023).
La mise en forme du texte ne suit pas les recommandations de Wikipédia : il faut le « wikifier ».
Les points d'amélioration suivants sont les cas les plus fréquents. Le détail des points à revoir est peut-être précisé sur la page de discussion.
- Les titres sont pré-formatés par le logiciel. Ils ne sont ni en capitales, ni en gras.
- Le texte ne doit pas être écrit en capitales (les noms de famille non plus), ni en gras, ni en italique, ni en « petit »…
- Le gras n'est utilisé que pour surligner le titre de l'article dans l'introduction, une seule fois.
- L'italique est rarement utilisé : mots en langue étrangère, titres d'œuvres, noms de bateaux, etc.
- Les citations ne sont pas en italique mais en corps de texte normal. Elles sont entourées par des guillemets français : « et ».
- Les listes à puces sont à éviter, des paragraphes rédigés étant largement préférés. Les tableaux sont à réserver à la présentation de données structurées (résultats, etc.).
- Les appels de note de bas de page (petits chiffres en exposant, introduits par l'outil «  Source ») sont à placer entre la fin de phrase et le point final[comme ça].
- Les liens internes (vers d'autres articles de Wikipédia) sont à choisir avec parcimonie. Créez des liens vers des articles approfondissant le sujet. Les termes génériques sans rapport avec le sujet sont à éviter, ainsi que les répétitions de liens vers un même terme.
- Les liens externes sont à placer uniquement dans une section « Liens externes », à la fin de l'article. Ces liens sont à choisir avec parcimonie suivant les règles définies. Si un lien sert de source à l'article, son insertion dans le texte est à faire par les notes de bas de page.
- La présentation des références doit suivre les conventions bibliographiques. Il est recommandé d'utiliser les modèles {{Ouvrage}}, {{Chapitre}}, {{Article}}, {{Lien web}} et/ou {{Bibliographie}}. Le mode d'édition visuel peut mettre en forme automatiquement les références.
- Insérer une infobox (cadre d'informations à droite) n'est pas obligatoire pour parachever la mise en page.

Pour une aide détaillée, merci de consulter Aide:Wikification.
Si vous pensez que ces points ont été résolus, vous pouvez retirer ce bandeau et améliorer la mise en forme d'un autre article.
 (décembre 2022).
Si vous disposez d'ouvrages ou d'articles de référence ou si vous connaissez des sites web de qualité traitant du thème abordé ici, merci de compléter l'article en donnant les références utiles à sa vérifiabilité et en les liant à la section « Notes et références ».
 (décembre 2022).
- Si vous ne connaissez pas le sujet, laissez ce bandeau (vous pouvez alors contacter les auteurs).
- Si vous supprimez le contenu mis en cause (vous pouvez préalablement contacter les auteurs),

argumentez précisément cette suppression dans la page de discussion
(un manque de référence n'est pas un argument ; une recherche réelle de référence doit avoir été effectuée, être formellement documentée).

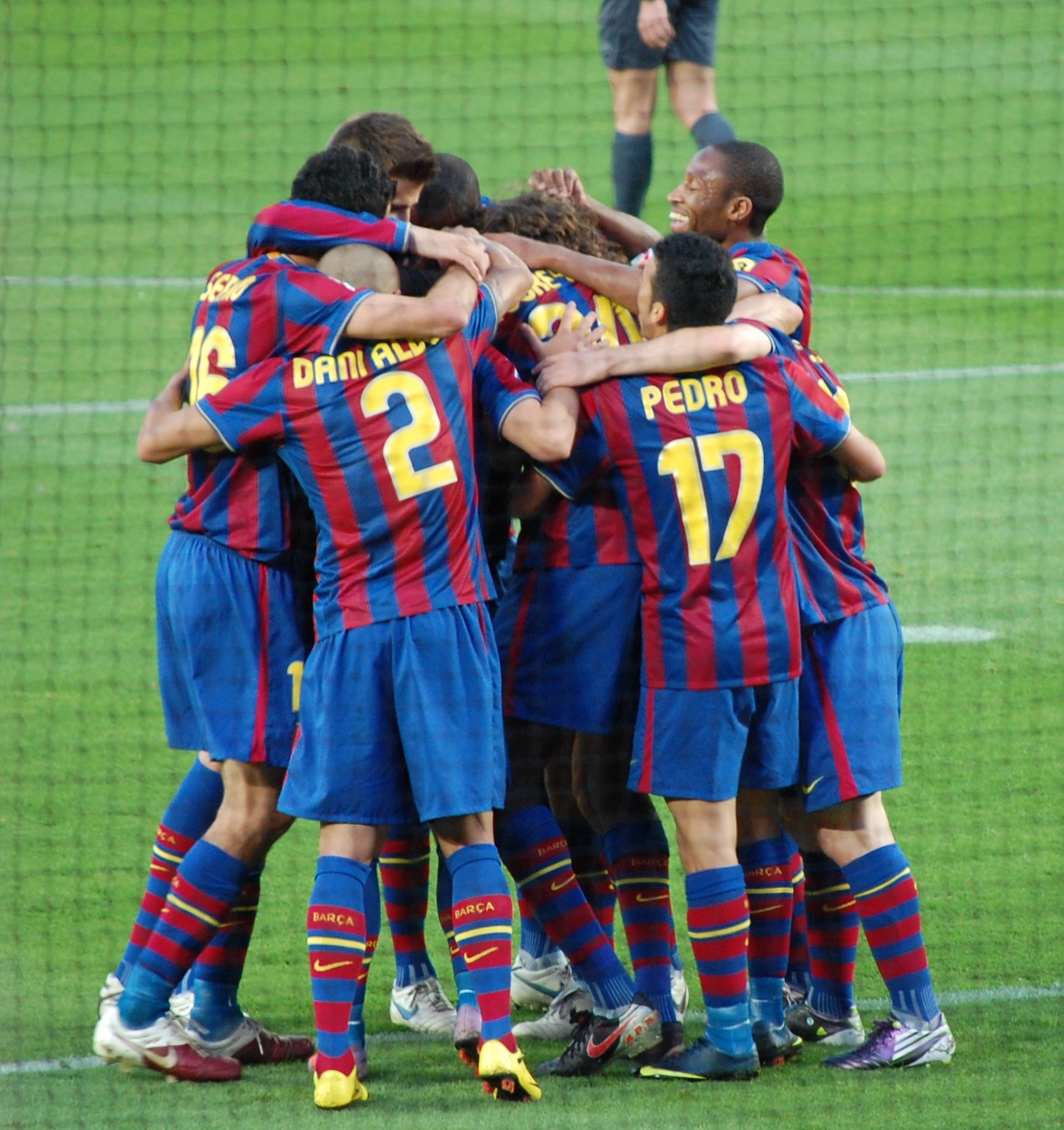
Le FC Barcelone est le club espagnol le plus titré au niveau national avec 80 titres officiels.

Cet article recense les records et statistiques du FC Barcelone principal club de football de la ville de Barcelone (Catalogne, Espagne) fondé en 1899 par Hans Gamper, évoluant au Camp Nou, le plus grand stade d'Europe dont la capacité actuelle est de 99 354 spectateurs.
Le Real Madrid est le seul club avec l'Athletic Bilbao et le FC Barcelone qui a disputé toutes les saisons de la première division du championnat d'Espagne depuis la création du championnat en 1928.
En avril 2025, le FC Barcelone est le club le plus titré d'Espagne avec 28 championnats, 32 coupes d'Espagne, 15 supercoupes d'Espagne, 2 coupes de la Ligue et 3 coupes Eva Duarte, ce qui fait un total de 80 trophées.
En mai 2025, le FC Barcelone est le deuxième club avec le plus de titres internationaux (22) et compte 102 titres officiels.
Le FC Barcelone est la première équipe dans l'histoire à avoir obtenu en 2009 le sextuplé championnat, coupe d'Espagne, ligue des champions, supercoupe d'Espagne, supercoupe d'Europe et coupe du monde des clubs. Il est également le seul club européen (avec le FC Bayern Munich) à avoir gagné deux fois le triplé Championnat, Coupe, Ligue des champions (2009 et 2015), le seul club européen à avoir remporté trois quintuplés (en 2009, 2011 et 2015) et le seul club du monde à avoir remporté chaque compétition qu'il a disputé lors d'une même saison plus d'une fois (1951-52, 1952-53, 1958-59, 2008-09 et 2014-15).
Le FC Barcelone est le club le plus titré en coupe d'Espagne (32 titres), supercoupe d'Espagne (15), coupe des vainqueurs de coupe (4), coupe des villes de foires (3), coupe Eva Duarte (3), coupe Latine (2) et coupe de la Ligue (2). Aucun club ne détient le record de titres dans plus de compétitions différentes (7) que le Barça.
L'IFFHS a élu le FC Barcelone "Meilleur club du monde de l'année" à 5 reprises (1997, 2009, 2011, 2012 et 2015), ce qui est un record. L'IFFHS a également désigné Barcelone comme le meilleur club du XXIe siècle, le meilleur club depuis 1991 et le meilleur club des décennies 2001-2010 et 2011-2020.
Historiquement, l'Espanyol de Barcelone est le principal rival du club, la confrontation entre les deux équipes donne lieu à un derby. Mais il existe aussi une importante rivalité sportive avec Valence CF, Atlético de Madrid et Athletic Bilbao. 
Cependant, la plus grande rivalité est celle qui oppose le FC Barcelone au Real Madrid. Les rencontres qui opposent les deux clubs ont pour nom El Clásico et dépassent l'événement purement sportif pour passer dans la sphère du social et du politique. La rivalité entre les supporters des deux clubs s'est maintenue tout au long de l'histoire. Les rencontres entre FC Barcelone et Real Madrid sont télévisées dans le monde entier et font partie des événements sportifs les plus suivis.

## Statistiques en compétitions nationales

### Statistiques en championnat Saisons enPrimera División: 95 (toutes)[2].Record absolu partagé[3].
- Rang au classement historique du nombre de buts : 1er (6 582 buts). Record absolu
- Rang au classement historique du championnat : 2e
- Meilleur classement en championnat : 1er (28 fois)
  - Moins bon classement en championnat : 12e (1941-42).
  - Nombre de fois vice-champion : 28 fois. Record absolu.
  - Nombre de fois troisième en championnat : 12 fois[4].
- Plus grand nombre de titres consécutifs en championnat : 4 (1990-94).
- Trophées du championnat en propriété : 5 (1943-53, 1988-93, 1993-2006, 2006-11, 2011-19). Record absolu partagé.
- Meilleur premier tour de championnat : 18 victoires, 1 match nul (2012-13). Record absolu[5].
- Meilleur premier tour de championnat à la maison : 9 victoires et 1 nul (2008-09, 2004-05).
- Meilleur premier tour de championnat à l'extérieur : 10 victoires consécutives (2012-13). Record absolu[6].
- Meilleur début de championnat : 8 victoires consécutives (2013-14)[7]
- Nombre de journées consécutives en tête du championnat : 59 (38 journées de la saison 2012-2013 et 21 de la saison 2013-2014). Record absolu[8].
- Nombre de doublés Championnat/Coupe d'Espagne : 8 doublés (1952, 1953, 1959, 1998, 2009, 2015, 2016 et 2018). Record absolu[9].
- Le FC Barcelone a la meilleure différence de buts (3 181) de l'histoire de la Liga. Record absolu
- Le FC Barcelone est l'équipe ayant dépassé le plus de fois la barre des 90 points en championnat: 9 fois en 1996-97 (90), 2009-10 (99), 2010-11 (96), 2011-12 (91), 2012-13 (100), 2014-15 (94), 2015-16 (91), 2016-17 (90) et 2017-18 (93). Record absolu
- Le FC Barcelone a dépassé la barre des 100 buts en championnat lors de 8 saisons: 1996-97 (102), 2008-09 (105), 2011-12 (114), 2012-13 (115), 2013-14 (100), 2014-15 (110), 2015-16 (112) et 2016-17 (116).

### Plus grand nombre de buts
- Plus grand nombre de buts marqués à domicile dans l'histoire de la Liga : 4 121 buts en date du 11 Mai 2025 Record absolu[10].
- Plus grand nombre de buts à la maison : 10 - 1 contre Gimnàstic Tarragone (1949-50).
- Plus grand nombre de buts à l'extérieur : contre UD Las Palmas 0-8 (1959-60), UD Almería 0-8 (2010-11)[11], Córdoba Club de Fútbol 0–8 (2014-15) et Deportivo La Corogne 0–8 (2015-16).
- Plus grand nombre de buteurs différents en une saison: 22 en 2021-22. Record absolu.

### Séries de victoires, invulnérabilité, buts
- Plus longue série de victoires : 16 (2010-11). Record absolu[12].
- Plus longue série de victoires à la maison : 39 matchs (du 16 février 1958 au 6 novembre 1960). Record absolu.
- Plus longue série de victoires à l'extérieur : 12 (du 1er mai 2010 au 13 février 2011).
- Plus longue série sans défaite en Liga : 43 matchs (du 15 avril 2017 au 13 mai 2018). Record absolu[13].
- Plus longue série sans défaite à la maison : 67 matchs (du 4 mars 1973 au 20 février 1977).
- Plus longue série sans défaite à l'extérieur : 23 matchs (du 14 février 2010 au 30 avril 2011). Record absolu[14].
- Plus longue série en ayant marqué au moins un but : 64 matchs (18 matchs en 2011-12, 38 matchs en 2012-13 et 8 matchs en 2013/2014). Record absolu.
- Plus longue série en ayant marqué au moins un but à domicile : 88 matchs (10 février 1952 au 19 janvier 1958). Record absolu
- Plus longue série en ayant marqué au moins un but à l'extérieur : 32 matchs (2011-12, 2012-13, 2013-14).
- Plus longue série sans encaisser de buts à la maison: 12 matchs (23 avril 2011 au 15 janvier 2012). Record absolu
- Plus longue série sans encaisser de buts à l'extérieur: 7 matchs (1er novembre 1986 au 7 février 1987). Record absolu
- Plus grand nombre de matchs sans encaisser de buts en une saison: 26 (2022-23). Record absolu partagé.
- Plus petit nombre de buts encaissés en une saison : 20 buts (2022-23).
- Plus grand nombre de matchs d'affilée sans encaisser de buts à partir du début de la saison: 8 (2014-15). Record absolu
- Le FC Barcelone est la seule équipe à s'être imposée quatre fois de suite en championnat sur le terrain du Real Madrid (depuis la saison 2015-2016 à la saison 2018-2019.)[15].
- Plus longue série de victoires lors du match d'ouverture de la liga: 10 (de 2009-10 à 2018-19). Record absolu

### Plus de victoires, matchs nuls et défaites
Pour rendre la statistique homogène, il n'est fait référence qu'aux saisons avec 38 journées de championnat :
- Plus grand nombre de victoires en une saison de championnat : 32 (2012-13). Record absolu partagé[16].
- Plus grand nombre de victoires à la maison : 18 (2009-10) et (2012-13). Record absolu.
- Plus grand nombre de victoires à l'extérieur : 14 (2010-11 et 2012-13).
- Plus grand nombre de matchs nuls : 12 (2000-01).
- Plus grand nombre de défaites : 14 (1987-88).
- Moins de victoires : 15 (1987-88 et 2002-03).
- Moins de matchs nuls : 4 (2012-13).
- Moins de défaites : 1 (2009-10 et 2017-2018). Record absolu partagé[16].

### Points et buts
Pour rendre la statistique homogène, il n'est fait référence qu'aux saisons avec 38 journées de championnat :
- Plus grand nombre de points en une saison : 100 points (2012-13). Record absolu partagé
- Plus grand nombre de points lors du premier tour de championnat : 55 points (2012-13). Record absolu[17].
- Plus grand nombre de points lors du second tour de championnat : 50 points (2009-10 et 2014-15).
- Plus grand nombre de points à la maison : 55 points (2009-10 et 2012-13). Record absolu.
- Plus grand nombre de points à l'extérieur : 46 points (2010-11).
- Plus grande différence de points avec le deuxième du classement : 15 points (2012-13). Record absolu
- Plus grand nombre de buts marqué en une saison : 116 buts (2016-17).
- Plus petit nombre de buts encaissés en une saison : 20 buts (2022-23).
- Plus grand nombre de buts lors du premier tour : 64 buts (2012-13).
- Plus grand nombre de buts lors du second tour : 62 buts (2014-15). Record absolu[18].
- Plus grand nombre de buts marqués à la maison : 73 buts (2011-12).
- Plus grand nombre de buts marqués à l'extérieur : 52 buts (2012-13 et 2014-15).
- Meilleur goal-average : +89 (2014-15). Record absolu partagé.
- Plus longue série en ayant marqué au moins un but : 64 matchs (18 matchs en 2011-12, 38 matchs en 2012-13 et 8 matchs en 2013/2014). Record absolu.
- Plus longue série en ayant marqué au moins un but à domicile : 88 matchs (10 février 1952 au 19 janvier 1958). Record absolu

### Statistiques en Coupe et Supercoupe d'Espagne
- Meilleur résultat en Coupe d'Espagne : Champion (32 fois). Record absolu.
  - Nombre de fois vice-champion : 14 fois.
  - Présence en finale : 15 fois. Record absolu.
- Titres consécutifs en Coupe : 4 titres (2015-2018). Record absolu partagé.
- Finales consécutives en Coupe : 6 (2014-2019). Record absolu.
- Trophées de la Coupe d'Espagne en propriété : 6 (1920-28, 1951-53, 1957-71, 1978-1990, 1997-2015, 2016-2018). Record absolu.
- Le FC Barcelone est le seul club à avoir remporté la Coupe d'Espagne en gagnant tout ses matchs (1925-26 et 2014-15). Record absolu.
- Titres en Supercoupe d'Espagne : 15 titres. Record absolu.
- Nombre de participations en Supercoupe d'Espagne : 29 fois. Record absolu.

### Bilan des compétitions nationales
Statistiques du FC Barcelone en compétitions nationales :
| Compétition                 | Édition     | Saisons | Journées | Gagnés | Nuls | Perdus | BM   | BE   | T  |
| --------------------------- | ----------- | ------- | -------- | ------ | ---- | ------ | ---- | ---- | -- |
| Championnat d'Espagne       | depuis 1929 | 94      | 3067     | 1788   | 617  | 662    | 6582 | 3396 | 28 |
| Coupe d'Espagne             | depuis 1903 | 109     | 608      | 379    | 99   | 130    | 1485 | 690  | 32 |
| Supercoupe d'Espagne        | depuis 1982 | 29      | 55       | 24     | 9    | 22     | 95   | 87   | 15 |
| Coupe de la Ligue           | 1983-1986   | 3       | 18       | 8      | 8    | 2      | 30   | 17   | 2  |
| Copa de la Coronación       | 1902        | 1       | 2        | 1      | 0    | 1      | 4    | 3    | 0  |
| Coupe Eva Duarte            | 1945-1953   | 5       | 4        | 2      | 0    | 2      | 10   | 13   | 3  |
| Barrages de La liga         | 1941-1942   | 1       | 1        | 1      | 0    | 0      | 5    | 1    | 0  |
| Total                       |             | 242     | 3755     | 2203   | 733  | 818    | 8211 | 4207 | 79 |
| Mis à jour au 19 Aout 2025. |             |         |          |        |      |        |      |      |    |

- En gras, les compétitions qui existent actuellement.

## Statistiques en compétitions internationales et autres
- Seul club européen qui a participé de façon ininterrompue aux diverses compétitions continentales depuis leur création en 1955 : 27 participations en Coupe des villes de foires/Coupe de l'UEFA, 13 en Coupe des vainqueurs de coupe et 34 en Coupe des clubs champions européens/Ligue des champions de l'UEFA. Record absolu.
- Club ayant disputé le plus de fois la Ligue des champions sous son nouveau format: 30. Record absolu.
- Record de matches consécutifs invaincu sur son terrain en Ligue des champions : 38 matches. Record absolu[20].
- Club ayant gagné le plus de points en phase de poule de la Ligue des champions de l'UEFA: 355 (en comptant 1991-92). Record absolu
- Club ayant gagné le plus de matchs à l'extérieur en phase de poule de la Ligue des champions de l'UEFA: 48. Record absolu
- Club ayant gagné le plus de points à l'extérieur en phase de poule de la Ligue des champions de l'UEFA: 179. Record absolu
- Club ayant gagné le plus de matchs à domicile en huitième de finale de la Ligue des champions de l'UEFA : 15 matchs (dont 13 d'affilée). Record absolu
- Club ayant la plus longue série d'invincibilité à domicile en phase de groupe de la Ligue des champions de l'UEFA : 33 matchs. Record absolu
- Club ayant la plus longue série de victoires à domicile en phase de groupe de la Ligue des champions de l'UEFA : 17 matchs. Record absolu
- Premier club espagnol à avoir remporté la Ligue des champions sans perdre un seul match (en 2005-06). Record absolu

 Phase atteinte en compétitions internationales par année 
| 1re  |    |    |    |    |    |    |    |    |    |    |    |    |    |    |    |    |    |    |    |    |    |    |    |    |    |    |    |    |    |    |    |    |    |    |    |    |    |    |    |    |    |    |    |    |    |    |    |    |    |    |    |    |    |    |    |    |    |    |    |    |    |    |    |    |    |    |    |    |    |    |    |
| 2e   |    |    |    |    |    |    |    |    |    |    |    |    |    |    |    |    |    |    |    |    |    |    |    |    |    |    |    |    |    |    |    |    |    |    |    |    |    |    |    |    |    |    |    |    |    |    |    |    |    |    |    |    |    |    |    |    |    |    |    |    |    |    |    |    |    |    |    |    |    |    |    |
| 1/2  |    |    |    |    |    |    |    |    |    |    |    |    |    |    |    |    |    |    |    |    |    |    |    |    |    |    |    |    |    |    |    |    |    |    |    |    |    |    |    |    |    |    |    |    |    |    |    |    |    |    |    |    |    |    |    |    |    |    |    |    |    |    |    |    |    |    |    |    |    |    |    |
| 1/4  |    |    |    |    |    |    |    |    |    |    |    |    |    |    |    |    |    |    |    |    |    |    |    |    |    |    |    |    |    |    |    |    |    |    |    |    |    |    |    |    |    |    |    |    |    |    |    |    |    |    |    |    |    |    |    |    |    |    |    |    |    |    |    |    |    |    |    |    |    |    |    |
| 1/8  |    |    |    |    |    |    |    |    |    |    |    |    |    |    |    |    |    |    |    |    |    |    |    |    |    |    |    |    |    |    |    |    |    |    |    |    |    |    |    |    |    |    |    |    |    |    |    |    |    |    |    |    |    |    |    |    |    |    |    |    |    |    |    |    |    |    |    |    |    |    |    |
| 1/16 |    |    |    |    |    |    |    |    |    |    |    |    |    |    |    |    |    |    |    |    |    |    |    |    |    |    |    |    |    |    |    |    |    |    |    |    |    |    |    |    |    |    |    |    |    |    |    |    |    |    |    |    |    |    |    |    |    |    |    |    |    |    |    |    |    |    |    |    |    |    |    |
| 1/32 |    |    |    |    |    |    |    |    |    |    |    |    |    |    |    |    |    |    |    |    |    |    |    |    |    |    |    |    |    |    |    |    |    |    |    |    |    |    |    |    |    |    |    |    |    |    |    |    |    |    |    |    |    |    |    |    |    |    |    |    |    |    |    |    |    |    |    |    |    |    |    |
| 1955 | 56 | 57 | 58 | 59 | 60 | 61 | 62 | 63 | 64 | 65 | 66 | 67 | 68 | 69 | 70 | 71 | 72 | 73 | 74 | 75 | 76 | 77 | 78 | 79 | 80 | 81 | 82 | 83 | 84 | 85 | 86 | 87 | 88 | 89 | 90 | 91 | 92 | 93 | 94 | 95 | 96 | 97 | 98 | 99 | 00 | 01 | 02 | 03 | 04 | 05 | 06 | 07 | 07 | 08 | 09 | 10 | 10 | 11 | 12 | 12 | 13 | 14 | 15 | 16 | 16 | 17 | 18 | 19 | 20 | 21 | 22 |

| Coupe des villes de foires 1955-1971 | Coupe d'Europe / Ligue des champions 1955-Prés. | Coupe des Coupes 1960-1999 | Coupe de l'UEFA / Ligue Europa 1971-Prés. | Supercoupe d'Europe 1972-Pres. | Coupe Intercontinentale / Coupe du monde des clubs 1960-2004 / 2005-Prés. |

- La première édition de la Coupe des villes de foires a duré trois ans de 1955 à 1958, et la deuxième édition deux ans de 1958 à 1960.
- Lors des saisons 1959-1960 et 1960-1961, le FC Barcelone disputa deux compétitions : la Coupe d'Europe et la Coupe des villes de foires.
- Lors des saisons 2000-01, 21-22 et 22-23, en étant éliminé en phase de poule de la Ligue des champions, le Barça fut reversé en Coupe de l'UEFA, devenue Ligue Europa en 2009.
- Plus grand nombre de buts marqués en compétition européenne à la maison : 8 – 0 Apollon Limassol FC (Chypre) (Coupe des vainqueurs de coupe le 15 septembre 1982), 8 – 0 Matador Púchov (Slovaquie) (Coupe de l'UEFA le 15 octobre 2003).
- Plus grand nombre de buts marqués en compétition européenne à l'extérieur : 7 contre Hapoel Beer Sheva (Israël) (Coupe de l'UEFA le 12 septembre 1995).
- Plus de buts marqués lors d'une saison de la Ligue des champions de l'UEFA : 45 (1999-2000). Record absolu.
- Le Barça est le seul club comptant 2 saisons de la Ligue des champions de l'UEFA avec plus de 40 buts marqués (1999-2000 avec 45 et 2024-25 avec 43)
- Moins de buts concédés lors d'une phase de groupe de la Ligue des champions: 1. Record absolu partagé.
- Plus grande différence de points avec le deuxième de son groupe en Ligue des Champions: 11 (2002-03). Record absolu partagé
- Plus grand nombre de participations consécutives à la Ligue des champions : 21 (à partir de 2004-05 sans interruption).
- Plus grand nombre de victoires lors d'une saison de la Ligue des champions de l'UEFA : 11 (2014-2015). Record absolu partagé

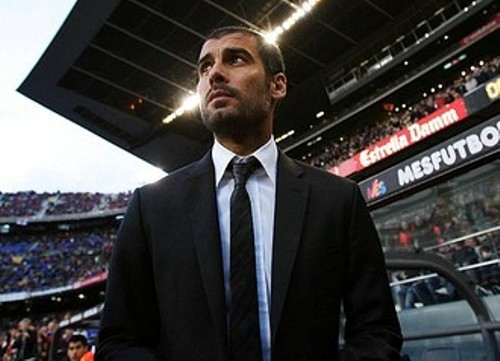
Le FC Barcelone avec Pep Guardiola comme entraîneur (2008-2012) n'a perdu la possession de la balle face à aucune équipe. Il s'agit d'un record mondial de presque 250 matchs consécutifs.

- Victoires consécutives en Ligue des champions : 11 (2002-2003).
- Victoires consécutives à domicile en Ligue des champions : 15 (2014-17)
- Victoires consécutives à l'extérieur en Ligue des champions : 6 (2011-12)
- Plus grand nombre de demi-finales consécutives en Ligue des champions : 6 fois de 2007-08 à 2012-13.
- Plus grand nombre de quart de finales consécutifs en Ligue des champions : 13 fois de 2007-08 à 2019-2020. Record absolu.
- Plus grand nombre de fois premier de son groupe en Ligue des champions consécutivement : 13 fois de 2007-08 à 2019-2020. Record absolu.
- Plus grand nombre de phases de groupe de la Ligue des champions avec au moins 20 buts: 2 (2011-12 et 2016-17). Record absolu partagé.
- Le FC Barcelone a joué 35 fois la Ligue des Champions/Coupe d'Europe des clubs champions, atteignant 32 fois les huitièmes de finale (ou seconde phase de groupe), 26 fois les quarts de finale, 18 demi-finales et 8 finales, dont 5 remportées.
- Le FC Barcelone a été classé premier au classement du coefficient UEFA sur une période de cinq ans 8 fois: (1960-64, 1977-81, 1978-82, 1979-83, 2005-2009, 2006-2010, 2008-2012, 2009-2013).
- Le FC Barcelone est le deuxième club comptant le plus de victoires et de buts marqués sur la scène internationale (357 et 1266).
- Le FC Barcelone a remporté 1 042,25 points au coefficient UEFA depuis sa création dont 699,25 depuis la création de la Ligue des champions et 590,25 au 21e siècle (Le Barca est le deuxième club comptant le plus de points au coefficient UEFA après le Real Madrid et ses 1 071,50 points, dont 703,50 depuis la création de la Ligue des Champions et 605,50 au 21e siècle). A la fin de la saison 2024-25.
- Le Barça a fini premier de ce coefficient annuel 10 fois : 1959-60, 1960-61, 1965-66, 1999-2000, 2002-03, 2005-06, 2008-09, 2010-11, 2014-15 et 2018-19. Seul le Réal Madrid en a plus (12)
- Plus grand nombre de fois premier de son groupe en Ligue de champions : 23 fois (dont 3 lors de la seconde phase de groupe et 1 lors de la phase de groupe 1991-92). Record absolu.
- 1000 buts marqués en compétitions internationales : Le but de Gérard Piqué le 11 décembre 2013 contre le Celtic Glasgow en phase de poule de la Ligue des Champions 2013-2014 est le 1000e but du Barça en compétitions internationales.
- Le FC Barcelone est le club ayant joué le plus de matchs internationaux: 632. Record absolu

Le FC Barcelone est le club ayant le plus de matchs invaincus en compétitions internationales : 496 (357 victoires et 139 matchs nuls). Record absolu
- Le FC Barcelone est le club le plus titré dans les compétitions suivantes : Coupe d'Espagne (32 titres), Supercoupe d'Espagne (15), Coupe des vainqueurs de coupe (4), Coupe des villes de foires (3), Coupe Eva Duarte (3), Coupe Latine (2) et Coupe de la Ligue (2). Le Barça est le club le plus titré dans le plus de compétitions différentes: 7. Record mondial absolu
- Le FC Barcelone est le seul club espagnol ayant remporté six trophées la même année : 2009. Record absolu partagé.
- Le FC Barcelone est le seul club ayant remporté trois fois cinq trophées la même année : 2009, 2011 et 2015. Record absolu.
- Le FC Barcelone est le premier club européen à avoir remporté deux fois le triplé Championnat-Coupe-Ligue des champions : 2009 et 2015. Record absolu partagé.
- Le FC Barcelone est le premier club qui a remporté le plus de doublés Championnat-Ligue des champions : 5 (1992,2006,2009,2011,2015) Record absolu partagé
- Le FC Barcelone est le club espagnol qui a remporté le plus de doublés Championnat-Coupe d'Espagne : 9 (1952, 1953, 1959, 1998, 2009, 2015, 2016, 2018 et 2025)[22] Record absolu
- Le FC Barcelone est le seul club espagnol qui a remporté le triplé national sur une année (Championnat-Coupe-Supercoupe):  3 fois (2009, 2016 et 2018). Record absolu
- Le FC Barcelone est le seul club espagnol qui a remporté le triplé national sur une saison (Championnat-Coupe-Supercoupe):  2024-2025 Record absolu
- Le FC Barcelone est le club ayant disputé le plus de fois la Supercoupe de l'UEFA : 9 participations. Record absolu
- Le FC Barcelone est le club ayant joué le plus de fois la Supercoupe d'Espagne : 29 participations. Record absolu.
- Plus longue série de matchs officiels sans défaite : 39 matchs consécutifs, en incluant les matchs de championnat, Coupe d'Espagne, Ligue des champions et Coupe du monde des clubs (2015-2016)[23].
- Plus longue série de victoires consécutives toutes compétitions confondues: 18 en 2005-2006.
- Plus de victoires toutes compétitions confondues en une année: 51 en 2015. Record absolu partagé .
- Plus de victoires toutes compétitions confondues en une saison: 50 en 2014-2015. Record espagnol absolu .
- Nombre de buts marqués en une saison : 190 buts (2011-12). Record espagnol absolu[24].
- Nombre de buts marqués en une année : 180 buts (2015). Record européen absolu[25].
- Plus longue série de matchs avec une plus grande possession du ballon que l'adversaire : 316 matchs consécutifs depuis le 12 mai 2008 jusqu'au 18 septembre 2013 contre l'Ajax d'Amsterdam, possession de balle perdue lors du match suivant le Rayo Vallecano le 21 septembre 2013. Record absolu[21].
- Le FC Barcelone est le club ayant joué le plus de finales (6), de demi-finales (6) et ayant marqué le plus de buts (178) en Coupe des vainqueurs de coupe.

## Records de buts individuels par compétition

### En compétitions officielles

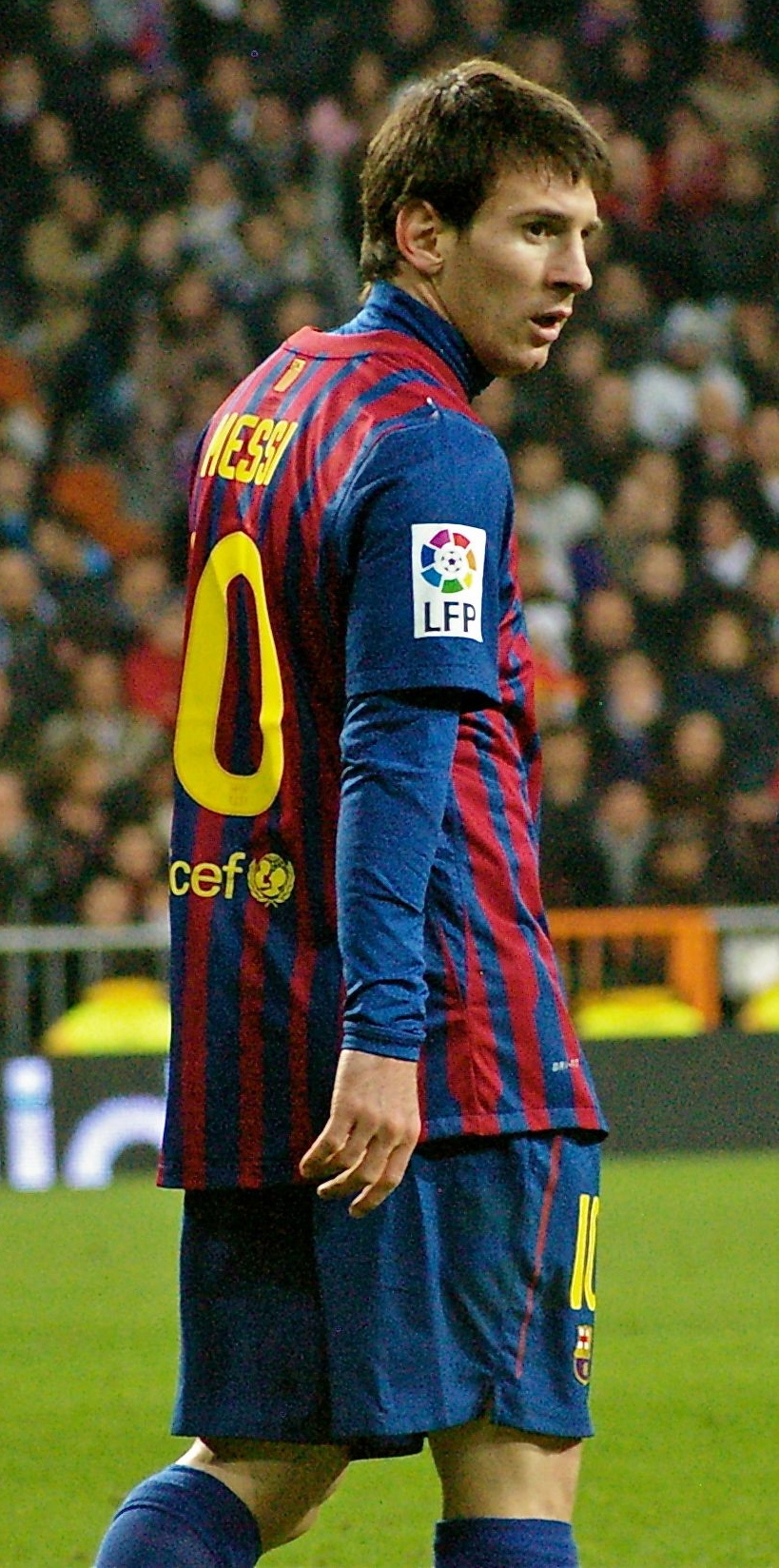
Lionel Messi, huit fois vainqueur du Trophée Pichichi, est le meilleur buteur de l'histoire du football espagnol.

- Meilleur buteur de l'histoire pour un seul club: Lionel Messi avec 672 buts. Record mondial absolu.
- Meilleur buteur de l'histoire dans un club espagnol en matchs officiels : Lionel Messi avec 672 buts. Record absolu avec un seul club [26],[27].
- Meilleur buteur espagnol de l'histoire du club en matchs officiels : César Rodríguez avec 232 buts.
- Plus jeune joueur ayant atteint les 100 buts en matchs officiels : Lionel Messi à l'âge de 22 ans et 6 mois.
- Joueur avec la meilleure moyenne de buts en matchs officiels avec le club: Lionel Messi avec 672 buts en 778 matchs, moyenne de 0.864 par match.
- Joueur ayant marqué le plus de triplés (trois buts ou plus) en matchs officiels pour le club: Lionel Messi, 48 triplés dont 36 en Liga (1 en 2006-2007, 1 en 2008-2009, 4 en 2009-2010, 4 en 2010-2011, 10 en 2011-2012, 2 en 2012-2013, 4 en 2013-2014, 6 en 2014-2015, 3 en 2015-2016, 2 en 2016-2017, 4 en 2017-2018, 4 en 2018-2019 et 3 en 2019-2020). Record européen absolu[28].
- Joueur ayant marqué le plus de triplé au cours d'une saison en matchs officiels : Lionel Messi avec 10 triplés en 2011-12. Record absolu.
- Joueur ayant marqué le plus de doublés (deux buts) en matchs officiels : Lionel Messi avec 185 doublés (dont 133 en Liga)[29]. Record absolu.
- Joueur ayant marqué le plus de buts lors des Clásicos contre le Real Madrid au cours de l'histoire : Lionel Messi avec 26 buts[30]. Record absolu.
- Joueur ayant marqué dans six compétitions officielles différentes au cours d'une saison : Pedro Rodríguez (2009-2010) et Lionel Messi (2011-2012 et 2015-2016). Record absolu[31].
- Joueur ayant marqué le plus de buts en matchs officiels au cours d'une saison : Lionel Messi avec 73 buts en 60 matchs (2011-2012). Record mondial absolu[32].
- Joueur ayant marqué le plus de buts en matchs officiels au cours d'une année : Lionel Messi avec 79 buts en 60 matchs (2012). Record mondial absolu.
- Joueur ayant marqué le plus de buts en matchs officiels avec son club et son équipe nationale au cours d'une saison : Lionel Messi avec 82 buts en 69 matchs (2011-2012). Record mondial absolu[33].
- Joueur ayant marqué le plus de buts en matchs internationaux avec son club et son équipe nationale au cours d'une année naturelle : Lionel Messi avec 25 buts (13 avec le Barça et 12 avec l'Argentine en 2012). Record absolu partagé[34].
- Joueur ayant marqué le plus de buts avec son club et son équipe nationale en matchs officiels au cours d'une année naturelle : Lionel Messi avec 91 buts (79 avec le Barça et 12 avec l'Argentine en 2012). Record mondial absolu[35].
- Joueur ayant marqué le plus de fois plus de 30 buts par saison en championnat : Lionel Messi a marqué 30 buts ou plus lors de neuf saisons. Record absolu.
- Joueur ayant marqué le plus de fois plus de 40 buts par saison en championnat : Lionel Messi a marqué 40 buts ou plus lors de trois saisons. Record absolu.
- Joueur ayant marqué le plus de fois plus de 50 buts par saison : Lionel Messi a marqué 50 buts ou plus lors de six saisons. Record absolu partagé.
- Joueur ayant marqué le plus de fois plus de 40 buts par saison : Lionel Messi a marqué 40 buts ou plus lors de dix saisons (consécutivement). Record absolu.
- Joueur ayant marqué le plus de fois plus de 30 buts par saison : Lionel Messi a marqué 30 buts ou plus lors de treize saisons (consécutivement). Record absolu.
- Joueur ayant marqué le plus de penalty consécutifs avec Barcelone : Ronald Koeman (25 penaltys consécutifs).
- Meilleur buteur de l'histoire sur une décennie: Lionel Messi avec 522 buts en 521 matchs lors de la décennie 2010-2019. Record mondial absolu.
- Meilleur buteur de l'histoire lors de finales: Lionel Messi avec 31 buts. Record mondial absolu.
- Meilleur passeur de l'histoire du club: Lionel Messi avec 269 passes décisives. Record mondial absolu.
- Meilleur passeur de l'histoire du club en championnat: Lionel Messi avec 192 passes décisives. Record mondial absolu.
- Meilleur passeur de l'histoire du club en une saison: Lionel Messi avec 30 passes décisives en 2011-2012. Record mondial absolu.
- Meilleur passeur de l'histoire du club en une saison de championnat: Lionel Messi avec 21 passes décisives en 2019-2020. Record européen absolu.
- Meilleur passeur de l'histoire du club en compétitions internationales: Lionel Messi avec 39 passes décisives. Record mondial absolu.
- Meilleur buteur sur coups francs de l'histoire du club: Lionel Messi avec 50. Record européen absolu.
- Meilleur buteur de l'histoire du club en phase à élimination directe: Lionel Messi avec 127 buts (49 en ligue des champions, 3 en supercoupe de l'uefa, 5 en coupe du monde des clubs, 14 en supercoupe d'Espagne et 56 en Copa del rey). Record mondial absolu.
- Trident ayant marqué le plus de buts en une saison de l'histoire du club: La MSN (Messi-Suarez-Neymar) a inscrit 131 buts en 2015-2016. Record mondial absolu.

### Toutes compétitions
- Joueur ayant marqué le plus de buts sous le maillot du FC Barcelone en incluant les matchs amicaux : Lionel Messi avec 709 buts en 836 matches, suivi de Paulino Alcántara avec 369 buts en 357 matchs entre 1912 et 1927[36].

#### Le tableau suivant établi le classement des meilleurs buteurs du FC Barcelone en incluant les matchs amicaux
| Rang                       | Nom                    | Carrière | Buts | Ref.   |
| -------------------------- | ---------------------- | -------- | ---- | ------ |
| 1                          | Lionel Messi           | 2004–21  | 709  | ,      |
| 2                          | / Paulino Alcántara    | 1912–27  | 369  | [ 39 ] |
| 3                          | Josep Samitier         | 1918–33  | 333  | [ 40 ] |
| 4                          | César                  | 1942–55  | 291  | [ 41 ] |
| 5                          | Ladislao Kubala        | 1950–61  | 274  | [ 42 ] |
| 6                          | Josep Escolà           | 1934–49  | 223  | [ 43 ] |
| 7                          | Ángel Arocha           | 1926–33  | 214  | ,      |
| 8                          | Luis Suárez            | 2014-20  | 203  |        |
| 9                          | Vicente Martínez Duart | 1912–23  | 200  | ,      |
| 10                         | Carles Rexach          | 1967–81  | 197  | [ 50 ] |
| Mis à jour le 17 mai 2021. |                        |          |      |        |

- Les noms en gras jouent encore avec le FC Barcelone.
- Note: Jusqu'à la date de mise à jour, Lionel Messi a inscrit 37 buts en 58 matchs amicaux[51]. 9 de ces buts ont été inscrits lors du Trophée Joan Gamper.

- Joueur ayant été élu le plus de fois meilleur buteur toutes compétitions confondues : Lionel Messi avec 20 titres de meilleur buteur. Record mondial absolu.

#### Tableau des meilleurs buteurs du Barça sur une saison
| Rang                       | Nom          | Saison    | Buts |
| -------------------------- | ------------ | --------- | ---- |
| 1                          | Lionel Messi | 2011–2012 | 73   |
| 2                          | Lionel Messi | 2012–2013 | 60   |
| 3                          | Luis Suárez  | 2015-2016 | 59   |
| 4                          | Lionel Messi | 2014–2015 | 58   |
| 5                          | Lionel Messi | 2016–2017 | 54   |
| 6                          | Lionel Messi | 2010–2011 | 53   |
| 7                          | Lionel Messi | 2018–2019 | 51   |
| 8                          | Lionel Messi | 2009–2010 | 47   |
| 9                          | Ronaldo      | 1996-97   | 47   |
| 10                         | Lionel Messi | 2017–2018 | 45   |
| Mis à jour le 17 mai 2021. |              |           |      |

#### Liste des joueurs du FC Barcelone qui ont fini meilleur buteur sur une saison toutes compétitions confondues
- László Kubala : 1951-52, 39 buts.
- Ronaldo : 1996-97, 47 buts.
- Lionel Messi : 2010-11, 53 buts ; 2011-12, 73 buts ; 2012-13, 60 buts ; 2016-17, 54 buts ; 2017-18, 45 buts ; 2018-19, 51 buts
- Luis Suarez : 2015-16, 59 buts.

### En compétitions espagnoles
- Meilleur buteur de la Coupe Eva Duarte : Josep Seguer avec 4 buts.
- Meilleur buteur de la Coupe de la Ligue : Diego Maradona, Pichi Alonso, Marcos Alonso et Raúl Amarilla avec 4 buts.

### En championnat d'Espagne
- Meilleur buteur en championnat d'Espagne de l'histoire : Lionel Messi avec 474 buts en 520 matchs. Record absolu.
- Meilleur buteur de l'histoire dans un seul championnat: Lionel Messi avec 474 buts en 520 matchs. Record mondial absolu.
- Joueur ayant remporté le plus de fois le Soulier d'or européen de meilleur buteur d'Europe : Lionel Messi, six fois. Record absolu.
- Joueur ayant remporté le plus de fois le Trophée Pichichi de meilleur buteur du championnat : Lionel Messi, huit fois. Record absolu.
- Meilleur buteur espagnol en championnat d'Espagne de l'histoire du club : César Rodríguez avec 190 buts en 287 matchs.
- Joueur avec la meilleure moyenne de buts en championnat : Lionel Messi moyenne de 0.912 avec 474 buts en 520 matchs.
- Plus jeune joueur du club à avoir atteint les 200 buts en championnat : Lionel Messi avec 25 ans 7 mois et 3 jours. Record absolu
- Meilleur buteur en une saison de championnat : Lionel Messi avec 50 buts (2011-2012). Record absolu.
- Meilleur buteur en une année de championnat : Lionel Messi avec 59 buts en 2012. Record absolu.
- Meilleur buteur à la maison au cours d'une saison de championnat : Lionel Messi avec 35 buts (2011-2012). Record absolu[52].
- Meilleur buteur à l'extérieur au cours d'une saison de championnat : Lionel Messi avec 24 buts (2012-2013). Record absolu[53].
- Meilleur buteur à la maison dans l'histoire championnat : Lionel Messi avec 277 buts. Record absolu
- Meilleur buteur à l'extérieur dans l'histoire championnat : Lionel Messi avec 197 buts. Record absolu
- Meilleur buteur lors d'un premier tour de championnat : Lionel Messi avec 28 buts en 19 matchs (2012-2013). Record absolu.
- Meilleur buteur lors du second tour de championnat : Lionel Messi avec 28 buts en 18 matchs (2011-2012). Record absolu[54].
- Joueur ayant marqué dans le plus de matchs différents dans l'histoire du championnat d'Espagne: Lionel Messi a marqué dans 300 matchs différents. Record absolu.
- Joueur ayant marqué dans le plus de matchs différents en une saison: Lionel Messi (27) en 2012-2013. Record absolu.
- Joueur ayant marqué dans le plus grand nombre de matchs à domicile : Lionel Messi, 16 en 2011-2012. Record absolu
- Joueur ayant marqué dans le plus grand nombre de matchs à l'extérieur : Lionel Messi, 15 en 2012-2013. Record absolu
- Joueur ayant marqué le plus de buts au cours d'un seul match de championnat : Ladislao Kubala, 7 buts (9 à 0 contre le Sporting de Gijón, 10 février 1952). Record absolu partagé[55].
- Joueur ayant la plus longue série de matchs consécutifs avec au moins un but : Lionel Messi, 21 matchs consécutifs. Record mondial absolu[56].
- Joueur ayant la plus longue série de matchs consécutifs avec au moins un but à domicile: Mariano Martín, 18 matchs consécutifs (1942-43). Record absolu.
- Joueur ayant la plus longue série de matchs consécutifs avec au moins un but à l'extérieur: Lionel Messi, 13 matchs consécutifs (2012-2013). Record absolu.
- Joueur ayant marqué le plus de fois plus de 30 buts au cours d'une saison en championnat : Lionel Messi a marqué au moins de 30 buts en championnat lors de 9 saisons différentes. Record absolu .
- Joueur ayant marqué le plus de fois plus de 40 buts au cours d'une saison en championnat : Lionel Messi a marqué au moins de 40 buts en championnat lors de 3 saisons différentes. Record absolu .
- Joueur ayant marqué le plus de triplés dans l'histoire du championnat d'Espagne: Lionel Messi avec 36 triplés. Record absolu.
- Joueur ayant marqué le plus de doublés dans l'histoire du championnat d'Espagne: Lionel Messi avec 133 doublés. Record absolu.
- Trident ayant marqué le plus de buts en une saison : Lionel Messi, Luis Suárez et Neymar avec 90 buts (2015-2016). Record absolu.
- Les joueurs du FC Barcelone ont marqué 195 triplés en Liga (dont 36 par Lionel Messi, ce qui est un record), seulement devancés par le Réal Madrid (197).
- Les joueurs du FC Barcelone ont marqué 36 poker (4 buts ou plus) en Liga. Record absolu.
- Meilleur passeur de l'histoire du club en championnat d'Espagne de l'histoire du club : Lionel Messi avec 192 passes décisives. Record absolu.
- Meilleur passeur de l'histoire du club en une saison de championnat d'Espagne de l'histoire du club : Lionel Messi avec 21 passes décisives. (2019-2020). Record absolu.
- Meilleur buteur en championnat d'Espagne sur coups francs directs: Lionel Messi avec 39 coups francs. Record absolu.
- Joueur ayant marqué contre le plus grand nombres de différentes équipes: Lionel Messi contre 38 équipes. Record absolu.

### Tableau des meilleurs buteurs en championnat
| Rang                       | Nom               | Carrière           | Buts |
| -------------------------- | ----------------- | ------------------ | ---- |
| 1                          | Lionel Messi      | 2004–21            | 474  |
| 2                          | César             | 1942–55            | 192  |
| 3                          | Luis Suárez       | 2014-20            | 146  |
| 4                          | László Kubala     | 1950–61            | 131  |
| 5                          | Samuel Eto'o      | 2004-09            | 108  |
| 6                          | Mariano Martín    | 1939–48            | 99   |
| 7                          | Patrick Kluivert  | 1998–2004          | 90   |
| 8                          | Estanislao Basora | 1946–58            | 89   |
| 9                          | Josep Escolà      | 1934–37 et 1940–48 | 86   |
| 10                         | Rivaldo           | 1997–2002          | 86   |
| Mis à jour le 17 mai 2021. |                   |                    |      |

- Les noms en gras jouent encore avec le FC Barcelone.

### En Coupe d'Espagne

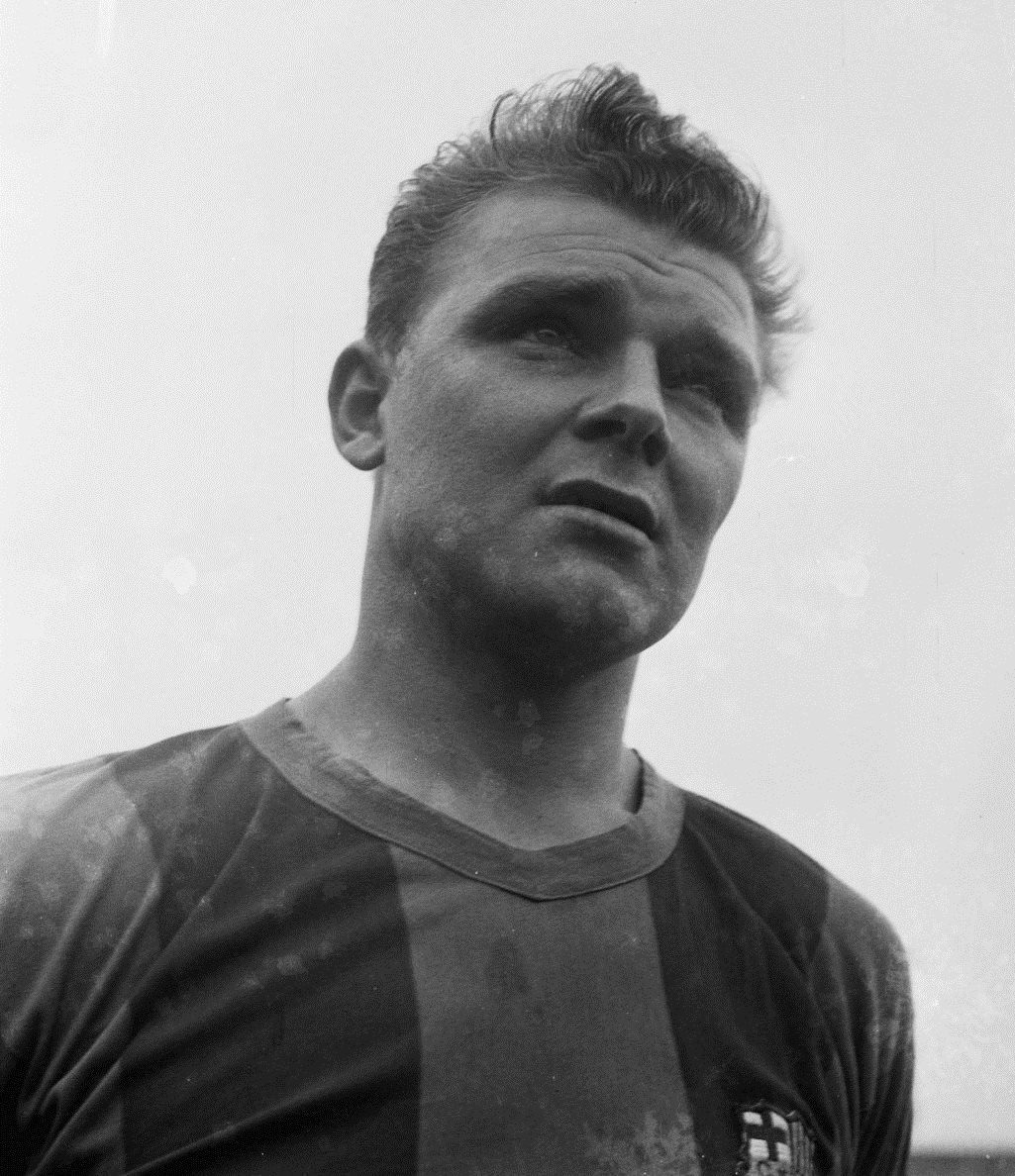
László Kubala a marqué l'histoire du club dans les années 1950 avec ses nombreux buts.

- Meilleur buteur en Coupe d'Espagne de l'histoire du club : Josep Samitier avec 64 buts en 75 matchs.
- Joueur ayant remporté le plus de titres en Coupe d’Espagne : Lionel Messi avec 7 titres (2009, 2012, 2015, 2016, 2017, 2018 et 2021). Record absolu
- Joueur ayant marqué le plus de buts en Coupe d'Espagne au cours d'une saison : Ladislao Kubala avec 12 buts (1951-1952).
- Joueur avec la meilleure moyenne de buts par match joué en Coupe : Ladislao Kubala moyenne de 1.02 avec 49 buts en 48 matchs.
- Joueur ayant marqué le plus de buts en un match de Coupe : Eulogio Martínez, 7 buts, 8 à 1 contre l'Atlético de Madrid, 1er mai 1957.
- Joueur ayant marqué lors d'un plus grand nombre de finales de Coupe : Lionel Messi a marqué lors de sept finales (2009, 2012, 2015, 2017, 2018, 2019 et 2021). Record absolu[57].

#### Tableau des meilleurs buteurs en Coupe d'Espagne
| Rang                         | Nom                 | Carrière           | Buts |
| ---------------------------- | ------------------- | ------------------ | ---- |
| 1                            | Josep Samitier      | 1919–32            | 64   |
| 2                            | Lionel Messi        | 2004–21            | 56   |
| 3                            | László Kubala       | 1950–61            | 49   |
| 4                            | César               | 1942–55            | 36   |
| 5                            | / Paulino Alcántara | 1912–16 et 1918–27 | 35   |
| 6                            | Josep Escolà        | 1934–37 et 1940–48 | 35   |
| 7                            | / Eulogio Martínez  | 1956–62            | 32   |
| 8                            | Ángel Arocha        | 1926–33            | 29   |
| 9                            | Mariano Martín      | 1939–48            | 26   |
| 10                           | José Antonio Zaldúa | 1961–71            | 25   |
| Mis à jour le 18 avril 2021. |                     |                    |      |

- Les noms en gras jouent encore avec le FC Barcelone

### En Supercoupe d'Espagne
- Meilleur buteur de l'histoire en Supercoupe d'Espagne : Lionel Messi avec 14 buts en 20 matchs. Record absolu[58].

#### Tableau des meilleurs buteurs en Supercoupe d'Espagne
| Rang | Nom                | Carrière         | Buts | Matchs | EJ | EG |
| ---- | ------------------ | ---------------- | ---- | ------ | -- | -- |
| 1    | Lionel Messi       | 2004–21          | 14   | 20     | 12 | 8  |
| 2    | Hristo Stoitchkov  | 1990–95, 1996–98 | 6    | 10     | 6  | 4  |
| 3    | Txiki Begiristain  | 1988–95          | 5    | 9      | 6  | 3  |
| =    | Robert Lewandowski | depuis 2022      | 5    | 6      | 3  | 2  |
| 5    | Xavi               | 1998–2014        | 4    | 14     | 9  | 6  |
| =    | José María Bakero  | 1988-96          | 4    | 9      | 6  | 4  |
| 7    | Giovanni           | 1996–99          | 3    | 5      | 3  | 1  |
| =    | Lamine Yamal       | depuis 2023      | 3    | 4      | 2  | 1  |
| =    | Antoine Griezmann  | 2019–22          | 3    | 3      | 2  | -  |
| 10   | Guillermo Amor     | 1988-98          | 2    | 14     | 7  | 4  |
| =    | Pedro              | 2007-15          | 2    | 10     | 6  | 4  |
| =    | Raphinha           | depuis 2022      | 2    | 5      | 3  | 2  |
| =    | Samuel Eto'o       | 2004-09          | 2    | 4      | 2  | 2  |
| =    | Deco               | 2004–08          | 2    | 4      | 2  | 2  |
| =    | Ludovic Giuly      | 2004-07          | 2    | 3      | 2  | 2  |
| =    | Patrick Kluivert   | 1998–2004        | 2    | 2      | 1  | -  |
| =    | Ronaldo            | 1996–97          | 2    | 1      | 1  | 1  |

| Mis à jour le 12 janvier 2025. |

- Les noms en gras jouent encore avec le FC Barcelone.

### En compétitions européennes et mondiales
- Meilleur buteur en compétitions européennes de l'histoire du club : Lionel Messi avec 123 buts en 153 matchs (120 buts en Ligue des champions et 3 buts en Supercoupe de l'UEFA). Record absolu pour un seul club.
- Meilleur buteur en compétitions internationales de l'histoire du club : Lionel Messi avec 128 buts en 158 matchs (120 buts en Ligue des champions, 3 buts en Supercoupe de l'UEFA et 5 en coupe du monde des clubs). Record absolu pour un seul club.
- Joueur avec le meilleur ratio de buts en compétitions européennes dans l'histoire du club : Lionel Messi moyenne de 0.8 avec 123 buts en 153 matchs (149 matches en Ligue des champions et 4 matches en Supercoupe de l'UEFA).
- Meilleur buteur en compétitions internationales sur une saison: Lionel Messi avec 17 buts en 2011-2012 (14 en Ligue des Champions, 2 en Coupe du monde des clubs et 1 en Supercoupe de l'UEFA). Record absolu partagé
- Joueur avec le meilleur ratio de buts en compétition mondiale au cours d'une saison : Lionel Messi moyenne de 1,21 avec 17 buts en 14 matchs (2011-12).
- Meilleur buteur du club en Coupe du monde des clubs : Lionel Messi et Luis Suárez avec 5 buts.
- Meilleur buteur du club en Supercoupe de l'UEFA : Lionel Messi avec 3 buts. Record absolu
- Meilleur buteur du club en Coupe UEFA : Johan Cruyff avec 12 buts.
- Meilleur buteur du club en Coupe des villes de foires : José Antonio Zaldúa avec 19 buts.
- Meilleur buteur du club en Coupe des coupes : Hans Krankl avec 10 buts.
- Meilleur buteur du club en Coupe latine : César Rodríguez et Estanislao Basora avec 3 buts.

#### Tableau des meilleurs buteurs toutes compétitions internationales confondues
| R  | Pays et nom         | Carrière         | LDC | CC | LE | CVF | CL | SC | CM | Total |
| -- | ------------------- | ---------------- | --- | -- | -- | --- | -- | -- | -- | ----- |
| 1  | Lionel Messi        | 2004–21          | 120 | 0  | 0  | 0   | 0  | 3  | 5  | 128   |
| 2  | Luis Suárez         | 2014-20          | 25  | 0  | 0  | 0   | 0  | 1  | 5  | 31    |
| 3  | Rivaldo             | 1997-2002        | 25  | 0  | 5  | 0   | 0  | 1  | 0  | 31    |
| 4  | Luis Enrique        | 1996-2004        | 20  | 0  | 6  | 0   | 0  | 1  | 0  | 27    |
| 5  | Evaristo de Macedo  | 1957-62          | 10  | 0  | 0  | 17  | 0  | 0  | 0  | 27    |
| 6  | Patrick Kluivert    | 1998-2004        | 21  | 0  | 5  | 0   | 0  | 0  | 0  | 26    |
| 7  | Carles Rexach       | 1965-81          | 4   | 6  | 11 | 4   | 0  | 0  | 0  | 25    |
| 8  | Hristo Stoitchkov   | 1990-95, 1996-98 | 15  | 6  | 0  | 0   | 0  | 1  | 1  | 23    |
| 9  | José Antonio Zaldúa | 1961-71          | 0   | 4  | 0  | 19  | 0  | 0  | 0  | 23    |
| 10 | Sándor Kocsis       | 1958-65          | 7   | 3  | 0  | 11  | 0  | 0  | 0  | 21    |

| Mis à jour le 12 mars 2021. |

Lionel Messi a le plus grand nombre de buts en phase à élimination directe des compétitions internationales (57) : 49 en Ligue des champions de l'UEFA, 3 en Supercoupe de l'UEFA et 5 en Coupe du monde des clubs.
Lionel Messi est le meilleur buteur de l'histoire du club en huitième de finale (29 buts), en quart de finale (12 buts), en demi-finale (7 buts) et en finale (9 buts) des différentes compétitions internationales.
- Les noms en gras jouent encore avec le FC Barcelone.
- Dans la colonne "Coupe du monde" apparaissent aussi les buts marqués en Coupe intercontinentale.

#### En Ligue des champions
Tableau des meilleurs buteurs du club en Ligue des Champions
| Rang                    | Nom                | Carrière    | Buts |
| ----------------------- | ------------------ | ----------- | ---- |
| 1                       | Lionel Messi       | 2004–21     | 120  |
| 2                       | Luis Suárez        | 2014–20     | 25   |
| 3                       | Rivaldo            | 1997-2002   | 25   |
| 4                       | Neymar             | 2013-17     | 21   |
| 5                       | Patrick Kluivert   | 1998-2004   | 21   |
| 6                       | Luis Enrique       | 1996-2004   | 20   |
| 7                       | Robert Lewandowski | depuis 2022 | 19   |
| 7                       | Samuel Etoo        | 2004-09     | 18   |
| 8                       | Raphinha           | depuis 2022 | 15   |
| 9                       | Pedro              | 2008-15     | 15   |
| 10                      | Ronaldinho         | 2003-08     | 14   |
| Mis à jour en Mai 2025. |                    |             |      |

- Meilleur buteur de l'histoire du club en Ligue des champions : Lionel Messi avec 120 buts en 149 matches. Record absolu pour un seul club.
- Joueur ayant marqué le plus de buts au cours d'une saison de Ligue des champions : Lionel Messi avec 14 buts en 11 matchs (2011-2012).
- Joueur ayant marqué le plus de triplés en Ligue des champions: Lionel Messi avec 8 triplés. Record absolu.
- Joueur ayant marqué le plus de buts au cours d'un match de Ligue des champions : Lionel Messi, 5 buts (7 - 1 contre Bayer Leverkusen le 7 mars 2012). Record absolu partagé[59].
- Joueur ayant marqué le plus de buts au cours d'un match de quarts de finale de Ligue des champions: Lionel Messi, 4 buts (4 - 1 contre Arsenal le 6 avril 2010). Record absolu.
- Joueur ayant marqué le plus de buts lors d'une confrontation aller-retour de Ligue des Champions: Lionel Messi, 6 buts (10 - 2 contre Bayer Leverkusen les 14 février et 7 mars 2012). Record absolu.
- Joueur ayant marqué le plus de buts en huitièmes de finale de la Ligue des Champions dans l'histoire du club: Lionel Messi, 29 buts. Record absolu.
- Joueur ayant marqué le plus de buts à domicile en huitièmes de finale de la Ligue des Champions: Lionel Messi, 21 buts. Record absolu.
- Joueur ayant marqué le plus de buts à l'extérieur en huitièmes de finale de la Ligue des Champions: Lionel Messi, 8 buts. Record absolu.
- Joueur ayant marqué le plus de buts en phase de groupe de la Ligue des Champions dans l'histoire du club: Lionel Messi, 71 buts. Record absolu.
- Joueur ayant marqué le plus de buts à domicile en Ligue des Champions dans l'histoire du club: Lionel Messi, 71 buts. Record absolu.
- Joueur ayant marqué le plus de buts à l'extérieur en Ligue des Champions dans l'histoire du club: Lionel Messi, 49 buts. Record absolu.
- Joueur ayant marqué le plus de buts à domicile en phase à élimination directe de Ligue des Champions dans l'histoire du club: Lionel Messi, 35 buts. Record absolu.
- Joueur ayant le plus de passes décisives en Ligue des champions : Lionel Messi (35). Record absolu pour un seul club.
- Joueur ayant le plus de passes décisives en phase à élimination directe de Ligue des champions : Xavi (16). Record absolu.
- Joueur ayant le plus de passes décisives en phase de groupe de la Ligue des champions : Lionel Messi (24). Record absolu pour un seul club.
- Les joueurs du FC Barcelone ont marqué 15 triplés en Ligue des Champions (8 par Lionel Messi, et 1 par Neymar, Etoo, Ronaldinho, Arda Turan, Rivaldo, Raphinha et Lewandowski). Record absolu partagé.

Joueurs du FC Barcelone ayant été élus meilleur buteur d'une saison de la Ligue des Champions 
- Ronald Koeman (1993–94, 8 buts en 12 matchs
- Rivaldo (1999–2000, 10 buts en 14 matchs)
- Lionel Messi (2008–09, 9 buts en 12 matchs ; 2009–10, 8 buts en 11 matchs ; 2010–11, 12 buts en 13 matchs ; 2011–12, 14 buts en 11 matchs ; 2014–15, 10 buts en 13 matchs ; 2018–19, 12 buts en 10 matchs)
- Neymar (2014–15, 10 buts en 12 matchs)
- Raphinha (2024-25, 13 buts en 14 matchs)

## Records individuels

### Records de titres

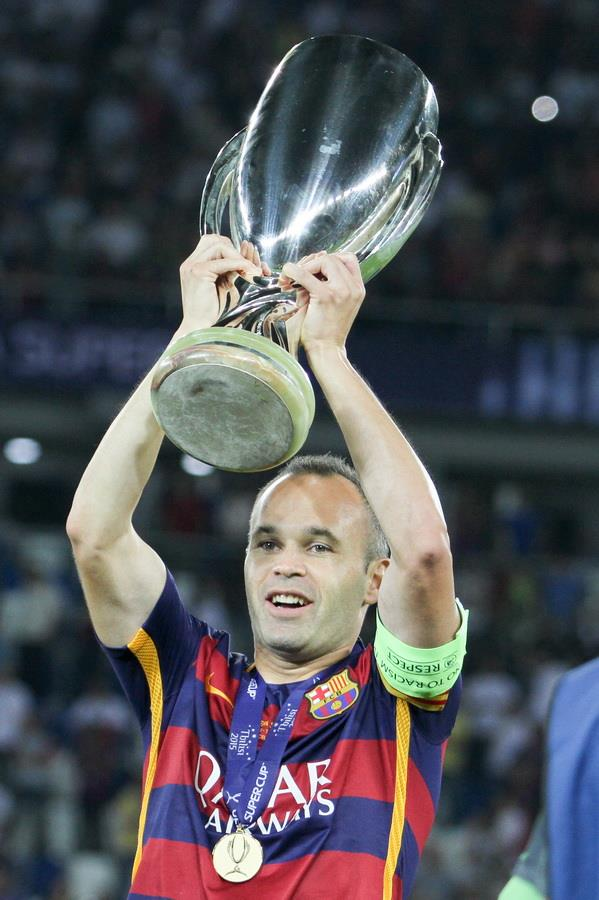
Andrés Iniesta est le deuxième joueur le plus titré du club derrière Lionel Messi.

- Joueur ayant remporté le plus de trophées avec Barcelone : Lionel Messi avec 35 titres. Record absolu.
- Joueur ayant remporté le plus de trophées en incluant ceux avec l'équipe d'Espagne : Andrés Iniesta avec 35 titres. Record absolu[60].
- Joueur ayant remporté le plus de trophées avec Barcelone en championnat : Lionel Messi avec 10 titres.
- Joueur ayant remporté le plus de trophées avec Barcelone en Ligue des Champions : Lionel Messi, Andrés Iniesta et Xavi avec 4 titres.
- Joueur étranger le plus titré : Lionel Messi avec 35 titres. Record absolu[61].

### Joueurs ayant disputé le plus de matchs
- Joueur ayant joué le plus de matchs officiels dans l'histoire du club : Lionel Messi avec 778 matchs.
- Joueur ayant joué le plus de matchs en Coupe d'Europe : Xavi Hernández avec 173 matchs.
- Joueur ayant joué le plus de matchs en Coupe d'Espagne : Lionel Messi avec 80 matchs.
- Joueurs ayant passé le plus de saisons dans l'équipe première : Xavi (de 1998 à 2015) et Lionel Messi (de 2004 à 2021) avec 17 saisons.

#### Tableau des matchs disputés dans toutes les compétitions officielles
| Rang | Nom             | Années au club | Ch. | Co. | E   | A  | Total |
| ---- | --------------- | -------------- | --- | --- | --- | -- | ----- |
| 1re  | Lionel Messi    | 2004-21        | 520 | 80  | 153 | 25 | 778   |
| 2e   | Xavi Hernández  | 1998-2015      | 505 | 70  | 173 | 19 | 767   |
| 3e   | Sergio Busquets | 2008-23        | 481 | 77  | 139 | 25 | 722   |
| 4e   | Andrés Iniesta  | 2002-18        | 442 | 73  | 138 | 21 | 674   |
| 5e   | Gerard Piqué    | 2008-22        | 397 | 65  | 133 | 21 | 616   |
| 6e   | Carles Puyol    | 1999-2014      | 392 | 58  | 131 | 12 | 593   |
| 7e   | Migueli         | 1973-88        | 391 | 60  | 85  | 13 | 549   |
| 8e   | Víctor Valdés   | 2002-14        | 387 | 12  | 118 | 18 | 535   |
| 9e   | Jordi Alba      | 2012-23        | 313 | 47  | 84  | 15 | 459   |
| 10e  | Carles Rexach   | 1965-81        | 328 | 59  | 63  | 0  | 450   |

| Mis à jour le 23 mai 2023 |

- Les noms en gras jouent encore avec le FC Barcelone.
- Dans la colonne "Europe" sont inclus les matchs joués dans les compétitions de l'UEFA (Coupe d'Europe / Ligue des champions, Coupe des coupes, Coupe des villes de foires / Coupe UEFA / Ligue Europa et Supercoupe d'Europe).
- Dans la colonne "Autres" sont inclus les matchs joués en Coupe intercontinentale, Coupe du monde des clubs, Coupe de la Ligue, Coupe latine, Coupe Eva Duarte et Supercoupe d'Espagne.

#### Joueurs étrangers avec le plus de matchs joués
| Rang | Nom                   | Carrière             | Saisons | Ch. | Co. | E   | A  | Total |
| ---- | --------------------- | -------------------- | ------- | --- | --- | --- | -- | ----- |
| 1re  | Lionel Messi          | 2004-21              | 17      | 520 | 80  | 153 | 25 | 778   |
| 2e   | Marc-André ter Stegen | depuis 2014          | 11      | 291 | 28  | 93  | 10 | 422   |
| 3e   | Daniel Alves          | 2008-16 puis 2021-22 | 9       | 261 | 45  | 85  | 17 | 408   |
| 4e   | Javier Mascherano     | 2010–18              | 9       | 203 | 46  | 69  | 16 | 334   |
| 5e   | Ivan Rakitić          | 2014–20              | 6       | 200 | 39  | 60  | 11 | 310   |
| 6e   | Phillip Cocu          | 1998-2004            | 6       | 205 | 18  | 65  | 4  | 292   |
| 7e   | Luis Suárez           | 2014-20              | 6       | 191 | 27  | 55  | 10 | 283   |
| 8e   | Ronald Koeman         | 1989-95              | 6       | 192 | 19  | 48  | 6  | 265   |
| 9e   | Patrick Kluivert      | 1998–2004            | 6       | 182 | 12  | 61  | 2  | 257   |
| 10e  | Michael Reiziger      | 1997-2004            | 7       | 173 | 20  | 53  | 7  | 253   |

| Mis à jour le 3 juin 2025. |

- Les noms en gras jouent encore avec le FC Barcelone.
- Dans la colonne "Europe" sont inclus les matchs joués dans les compétitions de l'UEFA (Coupe d'Europe / Ligue des champions, Coupe des coupes, Coupe des villes de foires / Coupe UEFA / Ligue Europa et Supercoupe d'Europe).
- Dans la colonne "Autres" sont inclus les matchs joués en Coupe intercontinentale, Coupe du monde des clubs, Coupe de la Ligue, Coupe latine, Coupe Eva Duarte et Supercoupe d'Espagne.

#### Nombre de matchs joués en championnat d'Espagne

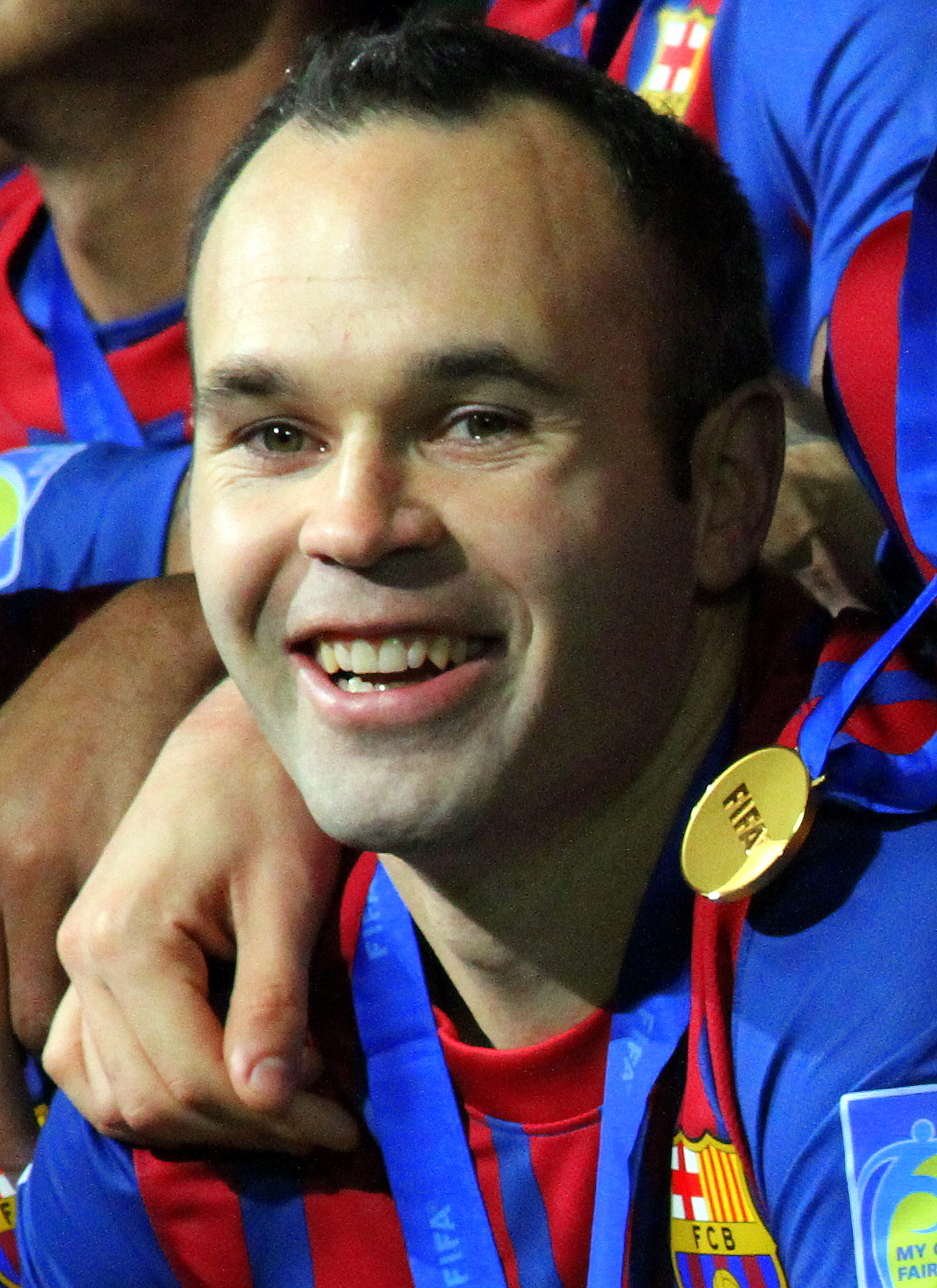
Andrés Iniesta possède le record de 55 matchs consécutifs sans défaite en championnat d'Espagne.

- Joueur ayant disputé le plus de matchs de championnat dans l'histoire du club : Lionel Messi avec 520 matchs.
- Joueur étranger ayant joué le plus de matchs dans l'histoire du championnat : Lionel Messi avec 520 matchs. Record absolu[83].
- Plus jeune joueur ayant joué 100 matchs de championnat : Bojan Krkić (20 ans et 203 jours).
- Plus jeune joueur ayant joué 200 matchs de championnat : Lionel Messi (24 ans et 240 jours).
- Plus jeune joueur ayant joué 300 matchs de championnat : Lionel Messi (27 ans et 236 jours).
- Plus jeune joueur ayant joué 400 matchs de championnat : Lionel Messi (30 ans et 197 jours).
- Plus jeune joueur ayant joué 500 matchs de championnat : Lionel Messi (33 ans et 193 jours).
- Joueur avec le plus de matchs consécutifs sans défaite en championnat : Andrés Iniesta 55 matchs. Record absolu[82].
- Joueur avec le plus de victoires consécutives en championnat : Sergio Busquets avec 25 victoires (du 17 mai 2010 au 13 mars 2011). Record absolu[84],[85].

Joueurs ayant joué le plus de matches en championnat :
| Rang                      | Nom             | Carrière  | Matchs |
| ------------------------- | --------------- | --------- | ------ |
| 1re                       | Lionel Messi    | 2004-21   | 520    |
| 2e                        | Xavi Hernández  | 1998-2015 | 505    |
| 3e                        | Sergio Busquets | 2008-23   | 480    |
| 4e                        | Andrés Iniesta  | 2002-18   | 442    |
| 5e                        | Gerard Piqué    | 2008-22   | 397    |
| 6e                        | Carles Puyol    | 1999-2014 | 392    |
| 7e                        | Migueli         | 1973-89   | 391    |
| 8e                        | Víctor Valdés   | 2002-14   | 387    |
| 9e                        | Carles Rexach   | 1965-81   | 328    |
| 10e                       | Jordi Alba      | 2012-23   | 312    |
| Mis à jour le 21 mai 2023 |                 |           |        |

- Les noms en gras jouent encore avec le FC Barcelone.

#### Joueurs ayant été les premiers à atteindre la barre des 100, 200, 300, 400 et 500 matches en Liga
| Nbre matchs                   | Saison    | Joueur           |
| ----------------------------- | --------- | ---------------- |
| 100                           | 1939-1940 | Juan José Nogués |
| 200                           | 1950-1951 | César Rodríguez  |
| 300                           | 1979-1980 | Carles Rexach    |
| 400                           | 2011-2012 | Xavi Hernández   |
| 500                           | 2020-2021 | Lionel Messi     |
| Mis à jour le 3 janvier 2021. |           |                  |

- Les noms en gras jouent encore au FC Barcelone.

### Records d’invincibilité
- Gardien qui est resté le plus de temps sans encaisser de but dans l'histoire du club : Víctor Valdés avec 897 minutes[86].
- Gardien qui est resté le plus de temps sans encaisser de but en championnat d'Espagne dans l'histoire du club : Miguel Reina avec 824 minutes.
- Gardien qui est resté le plus de temps invaincu en début de championnat d'Espagne dans l'histoire du club : Claudio Bravo avec 754 minutes. Record absolu.
- Gardien avec le plus de matchs sans encaisser de but en championnat d'Espagne : Víctor Valdés avec 159 matchs.
- Gardien avec le plus de matchs sans encaisser de but toutes compétitions confondues : Víctor Valdés avec 220 matchs.
- Gardiens avec le plus de matchs consécutifs sans encaisser de but au Camp Nou : La paire Víctor Valdés (11) avec José Manuel Pinto (1) qui totalise 12 matchs (du 23 avril 2011 au 3 décembre 2011).
- Gardiens ayant passé le plus de temps sans encaisser de but à la maison en championnat : La paire Víctor Valdés et José Manuel Pinto avec 1 151 minutes (du 9 avril 2011 au 15 janvier 2012).
- Gardiens ayant passé le plus de temps sans encaisser de but en matchs officiels consécutifs : La paire Víctor Valdés et José Manuel Pinto avec 1 112 minutes (du 13 septembre 2011 au 15 janvier 2012).

#### Minutes consécutives sans encaisser de but
| Nom                            | Minutes | Saison    |
| ------------------------------ | ------- | --------- |
| Víctor Valdés                  | 897     | 2011-2012 |
| Miguel Reina                   | 824     | 1972-1973 |
| Claudio Bravo                  | 754     | 2014-2015 |
| Andoni Zubizarreta             | 621     | 1986-1987 |
| Pedro María Artola             | 619     | 1977-1978 |
| Antoni Ramallets               | 563     | 1955-1956 |
| Mis à jour le 19 octobre 2014. |         |           |

- Les noms en gras jouent encore avec le FC Barcelone.

#### Matchs consécutifs de championnat sans encaisser de but auCamp Nou
| Nom                            | Matchs | Saison               |
| ------------------------------ | ------ | -------------------- |
| Víctor Valdés                  | 11     | 2010-2011, 2011-2012 |
| Amador Lorenzo                 | 9      | 1985-1986            |
| Andoni Zubizarreta             | 9      | 1986-1987            |
| Mis à jour le 15 janvier 2012. |        |                      |

- Les noms en gras jouent encore avec le FC Barcelone.

### Records de précocité
Joueurs les plus jeunes à avoir joué en Liga avec le FC Barcelone :
| Rang                          | Nom                    | Âge                         | Année |
| ----------------------------- | ---------------------- | --------------------------- | ----- |
| 1re                           | Lamine Yamal           | 15 ans et 290 jours         | 2023  |
| 2e                            | Vicente Martínez Alama | 16 ans, 9 mois et 5 jours   | 1941  |
| 3e                            | Ansu Fati              | 16 ans, 9 mois et 25 jours  | 2019  |
| 4e                            | Ramón Parera           | 16 ans, 11 mois et 30 jours | 1929  |
| 5e                            | Pau Cubarsí            | 16 ans, 11 mois et 30 jours | 2024  |
| 6e                            | Bojan Krkić            | 17 ans et 18 jours          | 2007  |
| 7e                            | Gavi                   | 17 ans et 24 jours          | 2021  |
| 8e                            | Marc Muniesa           | 17 ans, 1 mois et 26 jours  | 2009  |
| 9e                            | Lionel Messi           | 17 ans, 3 mois et 22 jours  | 2004  |
| 10e                           | Nano                   | 17 ans, 4 mois et 2 jours   | 1999  |
| Mis à jour le 21 janvier 2024 |                        |                             |       |

- Plus jeune buteur en Liga : Lamine Yamal (16 ans et 87 jours, le 8 octobre 2023)[88] Record absolu.
- Plus jeune buteur en Ligue des champions : Ansu Fati (17 ans et 40 jours, le 10 décembre 2019)[89] Record absolu.
- Plus jeune débutant en compétition européenne :  Lamine Yamal (16 ans et 83 jours, le 4 octobre 2023)[88] Record absolu.
- Plus jeune joueur à avoir été capitaine : Bojan Krkić (20 ans et 266 jours) Record absolu.

## Données relatives au palmarès

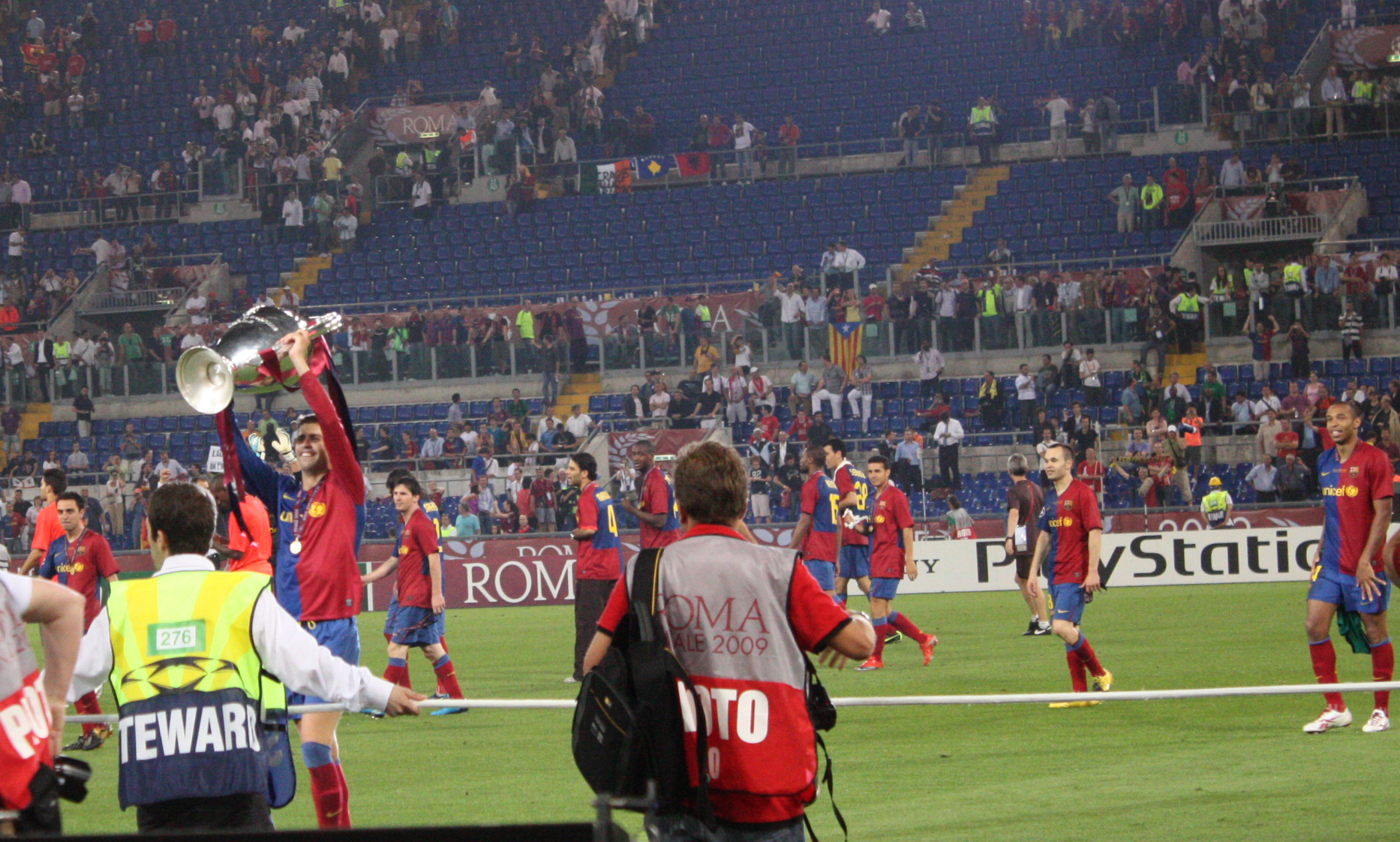
Gerard Piqué brandit le trophée de la Ligue des champions lors de la finale victorieuse à Rome en mai 2009 face à Manchester United.

Le palmarès du FC Barcelone est un des plus riches au monde. Barcelone est le seul club européen à avoir participé de façon ininterrompue aux diverses compétitions continentales depuis leur création en 1955.
Le FC Barcelone a remporté 34 trophées régionaux (ce qui est un record): 23 Championnats de Catalunya, 1 Liga catalana, 8 Catalan Cup et 2 Supercopa de Catalunya.
Sans prendre en compte les trophées amicaux ou régionaux, le FC Barcelone a remporté 80 titres au niveau national, ce qui fait de lui le club le plus titré d'Espagne en date du 16 Mai 2025.
En compétitions européennes, le Barça a remporté 19 trophées, le plaçant deuxième après le Réal Madrid et ses 25 trophées européens.
En compétitions internationales, le Barça a remporté 22 trophées, ce qui fait de lui le deuxième club en comptant le plus après le Real Madrid.
Sur les 102 titres, 80 sont nationaux, 19 européens et 3 mondiaux.
Le Barça a aussi remporté 34 trophées régionaux (dont 23 championnats de Catalogne) et 90 trophées amicaux (ou non reconnus comme étant officiels.), dont 47 trophées Joan Gamper, portant le total du club a 227 trophées (137 sans les trophées amicaux).
Le FC Barcelone est le club le plus titré dans les compétitions suivantes : Coupe d'Espagne (32 titres), Supercoupe d'Espagne (15 titres), Coupe Eva Duarte (3 titres), Coupe des coupes (4 titres), Coupe des villes de foires (3 titres), Coupe de la Ligue (2 titres), Coupe Latine (2 titres). Le Barça est le club le plus titré dans le plus de compétitions différentes : 7.
Barcelone fait partie des cinq clubs européens qui ont gagné au moins une fois les trois principales compétitions européennes (Ligue des champions, Coupe des coupes et la Coupe UEFA-Coupe des villes de foire). La Juventus, l'Ajax, le Bayern Munich et Chelsea sont les autres clubs ayant remporté les trois compétitions.
Le plus grand exploit du FC Barcelone a lieu en 2009 lorsque le club remporte toutes les compétitions auxquelles il participe, obtenant ainsi un sextuplé inédit dans l'histoire du football (championnat d'Espagne, Coupe d'Espagne, Ligue des champions, Supercoupe d'Espagne, Supercoupe de l'UEFA et Coupe du monde des clubs).
Barcelone est l'un des deux seuls clubs européens de l'histoire à avoir gagné deux triplés (Championnat, Coupe, Ligue des champions en 2009 puis en 2015).
Barcelone est le seul club européen à avoir réalisé 3 quintuplés (2009, 2011 et 2015).
Barcelone est le club espagnol qui a réussi le plus de fois le doublé Championnat/Coupe d'Espagne (neuf fois).
Le FC Barcelone est le premier club européen ayant réussi le plus de doublés Championnat/Ligue des Champions: 5 (1992, 2006, 2009, 2011 et 2015).
Le FC Barcelone est le seul club espagnol à avoir réussi le triplé domestique (Coupe, Championnat, Supercoupe) en 2024-25.
| CE                         |    |    |    |   |   | T N |   |   |   |   |   | T I | T   |
| RT                         | 28 | 32 | 15 | 2 | 3 | 80  | 5 | 4 | 3 | 5 | 3 | 22  | 102 |
| Mis à jour le 16 Mai 2025. |    |    |    |   |   |     |   |   |   |   |   |     |     |

Il manque dans ce tableau la Coupe latine remportée deux fois par le FC Barcelone ce qui porte le total à 102 titres officiels.
L'IFFHS a  désigné Barcelone comme le meilleur club du XXIe siècle, le meilleur club depuis 1991 et le meilleur club des décennies 2001-2010 et 2011-2020. L'IFFHS a aussi désigné Barcelone 5 fois comme étant le meilleur club de l'année : 1997, 2009, 2011, 2012 et 2015 (Record). Le FC Barcelone est l'un des 2 seuls clubs à avoir reçu ce titre deux ans d'affilée (2011 et 2012), le club présent le plus de fois sur le podium (11) et le club ayant eu le plus de points sur une décennie (2877 sur la décennie 2011-2020).
Le prestigieux magazine ESM présente chaque mois une équipe-type des meilleurs joueurs des ligues européennes et une équipe-type en fin de saison depuis 1994-95. Le FC Barcelone est le club ayant eu le plus de joueurs nommé dans l'équipe du mois : 366 (dont 84 de Messi), le plus de joueurs différents nommés : 55 et le plus d'apparition : au moins 1 joueur dans 174 mois différents. Le Barça compte aussi le plus d'apparitions avec au moins un joueur dans l'équipe-type de la saison : 24 saisons différentes, le plus de différents joueurs nommés : 18 et le plus de joueurs nommés : 55 (dont 14 de Messi). Ainsi, le Barça compte le plus de joueurs nommés à la même équipe de la saison (6 en 2010-11) et dans l'équipe-type du mois en une saison (31 en 2010-11).
Le FC Barcelone est le club comptant le plus de joueurs inclus dans l'équipe de l'année de l'UEFA : 49
Le FC Barcelone a compté dans ses rangs 12 joueurs devenus champions du monde sous les couleurs de leur équipe nationale : Romario (1994) et Rivaldo (2002) avec le Brésil, Victor Valdes, Carles Puyol, Gérard Piqué, Xavi, Andrés Iniesta, Pedro, David Villa et Sergio Busquets en 2010 avec l'Espagne et Samuel Umtiti et Ousmane Dembélé en 2018 avec la France.
Ici la liste des joueurs du FC Barcelone ayant été inclus dans le FIFA FIFPRO World 11 :
- Lionel Messi (15),  Andrés Iniesta (9),  Xavi (6),  Dani Alves (6),  Gerard Piqué (4),  Ronaldinho (3),  Carles Puyol (3),  Samuel Eto'o (2),  Neymar (1),  Gianluca Zambrotta (1),  Lilian Thuram (1),  David Villa (1),  Luis Suárez (1),  Frenkie de Jong (1)

Le Barça a eu 55 fois un joueur dans le FIFA FIFPRO World 11 et a le record de joueurs sur une année: 6 en 2010.
Le FC Barcelone est le club ayant eu le plus de joueurs au cours d'une seule et même édition de la Coupe du Monde avec 18 joueurs en 2022. Le FC Barcelone est aussi le club ayant eu le plus de joueurs présents en Coupe du Monde : 149.
Le FC Barcelone est le club ayant compté le plus de joueurs ayant gagné le Soulier d'or européen (8).
Avec les 3 Coupes du monde des clubs glanées en 2009, 2011 et 2015, le Barça est le quatrième club européen le plus titré sur la scène internationale, après Milan, le Bayern et le Real Madrid.
Le Barça est le club ayant marqué le plus de fois au moins 150 buts sur une saison toutes compétitions confondues: 9 fois (1959-60, 2008-09, 2010-11, 2011-12, 2012-13, 2014-15, 2015-16, 2016-17 et 2024-25).
Le FC Barcelone est le club ayant dépassé le plus de fois la barre des 40 victoires en une saison: 12 fois de 2008-09 a 2018-19 et 2024-25.
Le FC Barcelone est le club ayant compté le plus de fois un joueur dans l'équipe type de la saison de La Liga : 51 (dont 11 de Lionel Messi).
Le FC Barcelone est le seul club qui a compté 7 fois un joueur ayant marqué plus de 50 buts en une saison: Lionel Messi (6): 2018-19, 2016-17, 2014-15, 2012-13, 2011-12 et 2010-11 et Luis Suarez : 2015-16.
Ici la liste des joueurs du Barça ayant gagné un trophée continental (Copa América, Euro) avec le club :
Copa América : Hugo Sotil (1975), Ronaldo (1997), Rivaldo (1999), Ronaldinho (2004, 2007), Juliano Belletti (2007), Claudio Bravo (2015, 2016), Philippe Coutinho (2019), Arthur (2019) et Lionel Messi (2021).
Euro : Ferran Olivella, Josep Maria Fusté, Pereda (1964), Carles Puyol (2008), Andrés Iniesta, Xavi (2008, 2012), Víctor Valdés, Gerard Piqué, Cesc Fàbregas, Sergio Busquets, Jordi Alba, Pedro (2012), Ferran Torres, Fermín López, Lamine Yamal et Pedri (2024).
Le Barca compte le plus de joueurs montés sur le podium du Ballon d'or (34) et le plus de joueurs ayant remporté le Ballon d'or (12).
Le FC Barcelone est le club ayant eu le plus de gagnants du Golden Boy : 4 (Messi en 2005, Pedri en 2021, Gavi en 2022 et Lamine en 2024) et aussi le plus de joueurs présents dans le top 3 de cette distinction (11).
Le FC Barcelone est le club ayant eu le plus de joueurs ayant gagné le Meilleur footballeur de l'année FIFA (11), le plus grand nombre de joueurs dans le top 2 (21) et aussi le plus grand nombre de joueurs nommés (top 3)  pour cette distinction (30).
Andres Iniesta (en 2010, contre les Pays-Bas) et Johan Neeskens (en 1974, contre l'Allemagne) sont les seuls joueurs à avoir marqué en finale de Coupe du monde en jouant pour le club. 6 autres joueurs passés par le club ont marqué en finale de coupe du monde : Lionel Messi en 2022 (doublé), Ronaldo en 2002 (doublé), Antoine Griezmann en 2018, Emmanuel Petit en 1998 et Zoltán Czibor en 1954.
Ronaldo et Rivaldo sont les 2 joueurs du Barça ayant marqué en finale de Copa America : 1997 pour R9 et 1999 pour R10 (doublé).
Pereda en 1964, et Jordi Alba en 2012 sont les joueurs du club qui ont trouvé le chemin des filets en finale de l'Euro.
Encore avec leur sélection, 3 joueurs du club ont été élu meilleur joueur de la Coupe du monde : Johan Cruyff en 1974, Romário en 1994 et Messi en 2014 tandis que Gary Lineker (1966), Hristo Stoitchkov (1994) et David Villa (2010) ont été meilleur buteur.
Pour ce qui est de la Copa America et de l'Euro, Messi a fini meilleur joueur à 2 reprises (2015 et 2021), Ronaldo (1997),Rivaldo (1999), Xavi (2008) et Iniesta (2012) aussi, tandis que Messi en 2021, Kluivert en 2000, Rivaldo en 1999 et  Pereda en 1964 ont terminé meilleur buteur.

## Transferts

### Top 10 des ventes les plus élevées
| Rang | Nom               | Montant (en M€) | Vers                     | Année |
| ---- | ----------------- | --------------- | ------------------------ | ----- |
| 1re  | Neymar            | 222             | Paris Saint-Germain      | 2017  |
| 2e   | Arthur Melo       | 72 (+10 var.)   | Juventus de Turin        | 2020  |
| 3e   | Luís Figo         | 60              | Real Madrid              | 2000  |
| 4e   | Paulinho          | 50              | Guangzhou Evergrande     | 2018  |
| 4e   | Antoine Griezmann | 50              | Atlético de Madrid       | 2021  |
| 6e   | Alexis Sánchez    | 42              | Arsenal                  | 2014  |
| 7e   | Malcom            | 40 (+5 var.)    | Zénith Saint-Pétersbourg | 2019  |
| 8e   | Cesc Fàbregas     | 33 (+3 var.)    | Chelsea FC               | 2014  |
| 9e   | Nélson Semedo     | 30 (+10 var.)   | Wolverhampton            | 2020  |
| 10e  | Yerry Mina        | 30 (+1,5 var.)  | Everton FC               | 2018  |

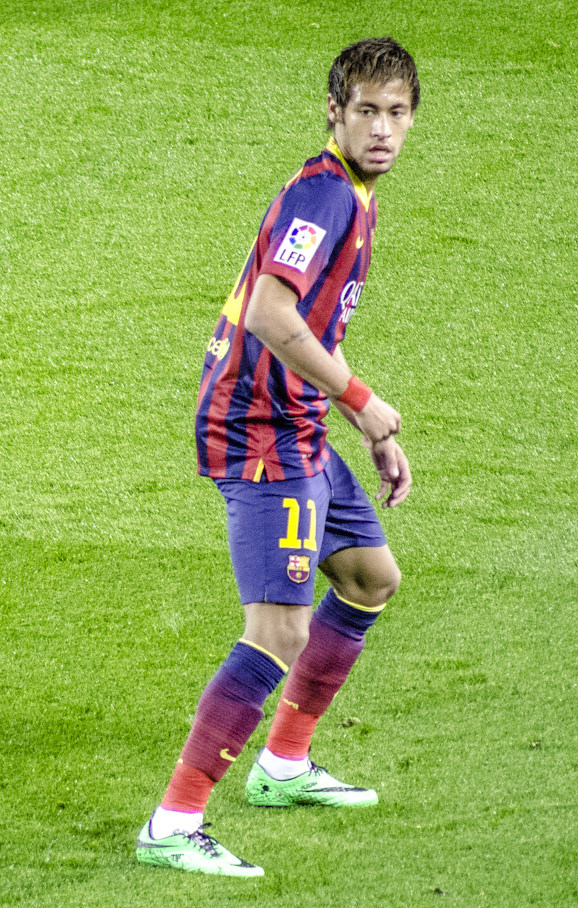
Neymar (2013-2017), le transfert le plus élevé de l'histoire (222 M€).

 (*) La vente de Samuel Eto'o est estimée à 20 millions d'euros qui entra dans le transfert de Zlatan Ibrahimović. 
- Le transfert de Neymar vers le Paris Saint-Germain en août 2017 est le plus élevé de l'histoire du football (222 M€).

### Top 20 des achats les plus élevés

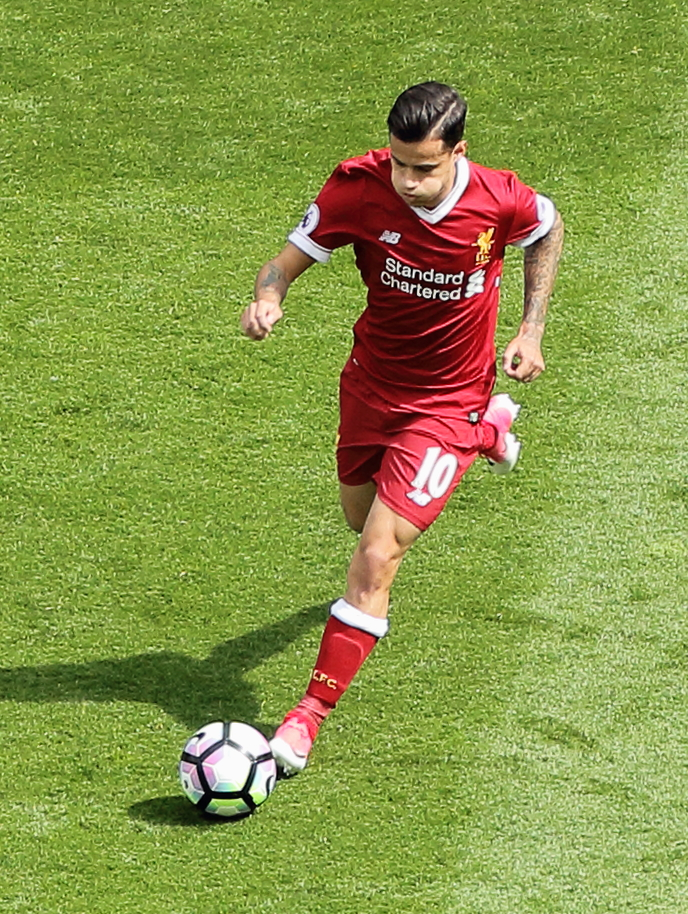
Philippe Coutinho arrive au Barça en janvier 2018.

| Rang | Nom                | Montant (en M€) | Provenance                 | Année |
| 1re  | Philippe Coutinho  | 120 (40 var.)   | Liverpool                  | 2018  |
| 2e   | Antoine Griezmann  | 120             | Atlético Madrid            | 2019  |
| 3e   | Ousmane Dembélé    | 105 (40 var.)   | Borussia Dortmund          | 2017  |
| 4e   | Luis Suárez        | 81              | Liverpool                  | 2014  |
| 5e   | Frenkie de Jong    | 75 (11 var.)    | Ajax                       | 2019  |
| 6e   | Zlatan Ibrahimović | 69              | Inter de Milan             | 2009  |
| 7e   | Miralem Pjanić     | 60 (5 var.)     | Juventus de Turin          | 2020  |
| 8e   | Raphinha           | 58              | Leeds United Football Club | 2022  |
| 9e   | Neymar             | 57              | Santos FC                  | 2013  |
| 10e  | Ferran Torres      | 55 (10 var.)    | Manchester City            | 2021  |

## Distinctions individuelles
Les prix et autres distinctions individuelles reçues par les joueurs du FC Barcelone au cours de l'histoire sont nombreux et divers. Il faut signaler que les joueurs du FC Barcelone sont ceux qui sont montés le plus de fois sur le podium du Ballon d'or et du FIFA World Player.

### Distinctions internationales

#### Ballon d'or

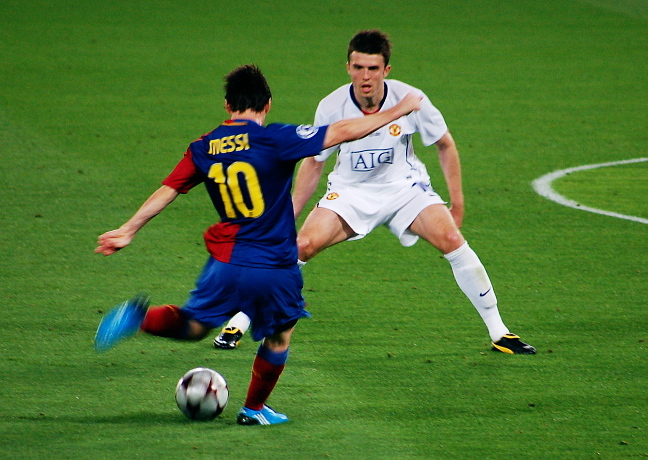
Lionel Messi est le seul joueur de l'histoire à avoir remporté huit fois le Ballon d'or dont six fois avec Barcelone.

Le Ballon d'or est la distinction individuelle la plus prestigieuse dans le monde du football. Il est décerné chaque année par la revue France Football au meilleur footballeur de l'année.
Le FC Barcelone est le club dont les joueurs ont remporté le plus de fois le Ballon d'or (12 fois). Un total de 14 joueurs du club sont montés sur le podium du Ballon d'or accumulant en tout 34 podiums, ce qui est un record. Seul club au monde à avoir placé la même année trois joueurs formés au club sur le podium du Ballon d'or en 2010, le FC Barcelone est également le seul club à avoir placé au moins un joueur sur le podium du Ballon d'or pendant onze éditions consécutives, entre 2007 et 2017.
Le seul Espagnol à avoir remporté le Ballon d'or est Luis Suárez qui joua avec Barcelone entre 1954 et 1961, jouant 126 matchs et inscrivant 62 buts sous le maillot blaugrana.
Dans le tableau ci-dessous sont comptabilisés uniquement les joueurs ayant joué au FC Barcelone durant l'année de leur sacre, c'est pourquoi les ballon d'or de Figo, Ronaldo et Messi (2021) ne sont pas comptabilisés.
En janvier 2013, Lionel Messi remporte son quatrième Ballon d'or consécutif. Il est le seul joueur de l'histoire à posséder huit Ballons d'or, dépassant ainsi Cristiano Ronaldo (cinq trophées), Michel Platini, Marco van Basten et Johan Cruyff qui en ont trois. Lionel Messi est le joueur qui compte le plus de podiums (14).
| Nom               | Carrière  | Ballon d'or                          | Ballon d'argent                | Ballon de bronze   |
| ----------------- | --------- | ------------------------------------ | ------------------------------ | ------------------ |
| Lionel Messi      | 2004-21   | 2009, 2010, 2011, 2012, 2015 et 2019 | 2008, 2013, 2014, 2016 et 2017 | 2007               |
| Johan Cruyff      | 1973-78   | 1973 et 1974                         |                                | 1975               |
| Hristo Stoitchkov | 1990–98   | 1994                                 | 1992                           |                    |
| Ronaldinho        | 2003–08   | 2005                                 |                                | 2004               |
| Luis Suárez       | 1954-61   | 1960                                 |                                |                    |
| Rivaldo           | 1997-2002 | 1999                                 |                                |                    |
| Bernd Schuster    | 1980-88   |                                      | 1980                           | 1981 et 1985       |
| Andrés Iniesta    | 2002–18   |                                      | 2010                           | 2012               |
| Hans Krankl       | 1978–81   |                                      | 1978                           |                    |
| Gary Lineker      | 1986–89   |                                      | 1986                           |                    |
| Ronaldo           | 1996–97   |                                      | 1996                           |                    |
| Deco              | 2004–08   |                                      | 2004                           |                    |
| Xavi Hernández    | 1998-2014 |                                      |                                | 2009, 2010 et 2011 |
| Neymar            | 2013–17   |                                      |                                | 2015               |

#### Meilleur footballeur de l'année FIFA

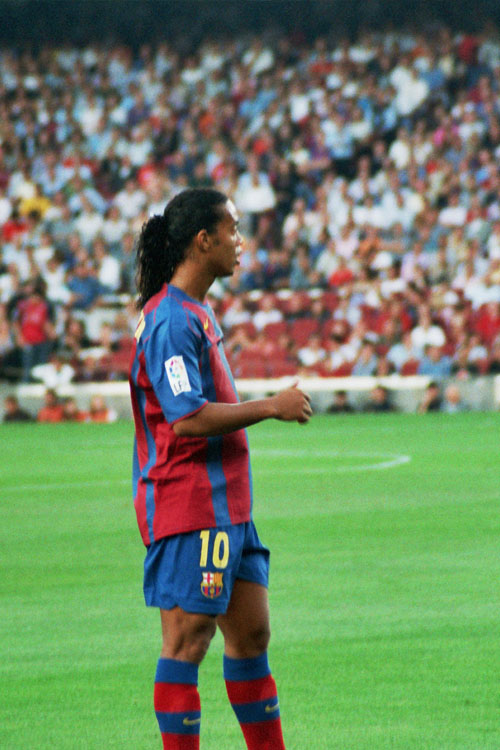
Ronaldinho a remporté deux prix de Meilleur footballeur de l'année FIFA consécutifs (2004 et 2005).

Le prix au Meilleur footballeur de l'année FIFA est un prix individuel décerné par la FIFA entre 1991 et 2009 (ce prix fusionne avec le Ballon d'or en 2010 puis existe de nouveau à partir de 2016 sous le nom de The Best). Cinq joueurs du FC Barcelone l'ont remporté.
Le FC Barcelone est le club dont les joueurs sont montés le plus de fois sur le podium et c'est le club dont les joueurs ont remporté le plus de fois ce trophée.
Dans le tableau suivant n'est pas inclus le prix FIFA obtenu par Ronaldo en 1997 puisqu'il reçut le prix alors qu'il ne faisait plus partie du FC Barcelone depuis quelques mois.
| Nom          | Carrière  | FIFA World Player                                                                                        |
| ------------ | --------- | --- |
| Romário      | 1993–95   | 1994 |
| Ronaldo      | 1996–97   | 1996 |
| Rivaldo      | 1997–2002 | 1999 |
| Ronaldinho   | 2003–08   | 2004 et 2005                                                                                             |
| Lionel Messi | 2004-21   | 2009, FIFA Ballon d'or 2010, FIFA Ballon d'or 2011, FIFA Ballon d'or 2012, FIFA Ballon d'or 2015 et 2019 |

#### UEFA Club Football Awards
Le Meilleur footballeur de l'année UEFA est désigné lors des UEFA Club Football Awards qui ont lieu au mois d'août chaque année. Le prix est créé en 1997.
| Nom            | Carrière  | Meilleur joueur UEFA |
| -------------- | --------- | -------------------- |
| Ronaldinho     | 2003-2008 | 2006                 |
| Lionel Messi   | 2004-2021 | 2009, 2011 et 2015   |
| Andrés Iniesta | 2002-2018 | 2012                 |

A noter que 7 joueurs du Barça ont gagné un UEFA Club Football Awards :
- Carles Puyol (2006): Meilleur défenseur
- Deco (2006);  Xavi (2009) et  Iniesta (2010 et 2012): Meilleur Milieu
- Ronaldinho (2005 et 2006);  Samuel Eto'o (2006) et  Lionel Messi (4): 2009, 2011, 2015 et 2019 : Meilleur attaquant

Ici la liste des joueurs du Barça ayant été inclus dans l'équipe de l'année de l'UEFA :
Patrik Andersson (2001), Carles Puyol (2002, 2005, 2006, 2008, 2009, 2010), Ronaldinho (2004, 2005, 2006), Samuel Etoo (2005, 2006), Gianluca Zambrotta (2006), Abidal (2007), Xavi (2008, 2009, 2010, 2011, 2012), Lionel Messi (2008, 2009, 2010, 2O11, 2012, 2014, 2015, 2016, 2017, 2018, 2019, 2020), Dani Alves (2009, 2011, 2015), Iniesta (2009, 2010, 2011, 2012, 2015, 2016), Zlatan Ibrahimović (2009), Gerard Piqué (2010, 2011, 2012, 2016), David Villa (2010), Neymar (2015), Ter Stegen (2018) et Frenkie de Jong (2019).
Le FC Barcelone est l'équipe comptant le plus de joueurs nommés à l'équipe de l'année de l'UEFA (49).
Ici la liste des joueurs du FC Barcelone ayant été inclus dans l'équipe de la saison de la Ligue des champions de l'UEFA :
Ronaldinho (2005, 2006), Samuel Eto'o (2005, 2006, 2009), Deco (2006), Víctor Valdés (2006, 2009, 2011), Carles Puyol (2006, 2008, 2009, 2011), Lionel Messi (2008, 2009, 2010, 2011, 2012, 2013, 2015, 2016, 2017, 2018, 2019, 2020, 2021), Dani Alves (2009, 2011, 2012, 2013), Yaya Touré (2009), Thierry Henry (2009), Gerard Piqué (2009, 2010, 2011, 2012, 2015), Xavi (2009, 2010, 2011, 2012), Andrés Iniesta (2009, 2011, 2012, 2013, 2014, 2015, 2016), Pedro (2011), David Villa (2011), Marc-André ter Stegen (2015, 2019), Javier Mascherano (2015), Ivan Rakitić (2015), Jordi Alba (2015), Neymar (2015), Luis Suárez (2015, 2016) et Sergio Busquets (2015).
Lionel Messi est le joueur avec le plus d'apparitions dans l'équipe de la saison (13), devant Cristiano Ronaldo (12).
4 joueurs du Barça ont été élu homme du match en Ligue des champions de l'UEFA :
- Samuel Eto'o (2006)
- Xavi (2009)
- Lionel Messi (2011)
- Andrés Iniesta (2015)

#### Onze d'or
Le Onze d'or est un prix prestigieux décerné par les lecteurs du mensuel Onze Mondial entre 1976 et 2013 au Meilleur footballeur d'Europe. Cinq joueurs du FC Barcelone ont remporté ce prix, Lionel Messi l'a reçu trois fois.
| Nom               | Carrière  | Onze d'or              | Onze d'argent          | Onze de bronze |
| ----------------- | --------- | ---------------------- | ---------------------- | -------------- |
| Gary Lineker      | 1986–89   |                        |                        | 1986           |
| Hristo Stoitchkov | 1990–98   | 1992                   | 1994                   |                |
| Romário           | 1993–95   | 1994                   |                        |                |
| Rivaldo           | 1998–2002 | 1999                   |                        |                |
| Ronaldinho        | 2003–08   | 2005                   | 2006                   | 2004           |
| Lionel Messi      | 2004-21   | 2009, 2011, 2012, 2018 | 2008, 2017, 2019, 2021 |                |
| Andrés Iniesta    | 2002-18   |                        |                        | 2008, 2009     |
| Xavi Hernández    | 1998-2014 |                        |                        | 2011           |

#### Trophée Bravo
Le Trophée Bravo est un prix annuel décerné par le magazine italien Guerin Sportivo de 1978 à 2015, au Meilleur footballeur européen de moins de 21 ans. Quatre joueurs du FC Barcelone ont remporté cette distinction.
| Nom             | Carrière  | Trophée Bravo |
| --------------- | --------- | ------------- |
| Josep Guardiola | 1990–2001 | 1992          |
| Ronaldo         | 1996–97   | 1997          |
| Lionel Messi    | 2004-21   | 2007          |
| Sergio Busquets | 2008-23   | 2009          |

#### World Soccer Awards
Le World Soccer Awards est un prix décerné par les lecteurs de la revue anglaise World Soccer au Meilleur joueur de l'année.
| Nom            | Carrière  | World Soccer                   |
| -------------- | --------- | ------------------------------ |
| Ronaldo        | 1996-1997 | 1996                           |
| Rivaldo        | 1997-2002 | 1999                           |
| Ronaldinho     | 2003-2008 | 2004 et 2005                   |
| Xavi Hernández | 1998-2019 | 2010                           |
| Lionel Messi   | 2004-2021 | 2009, 2011, 2012, 2015 et 2019 |

#### Soulier d'or
Le Soulier d'or est un prix qui récompense chaque saison depuis 1967 le meilleur buteur des championnats européens. Trois joueurs du FC Barcelone l'ont remporté : Ronaldo, Lionel Messi (six fois, record absolu) et Luis Suárez.
| Nom          | Carrière | Soulier d'or                         |
| ------------ | -------- | ------------------------------------ |
| Ronaldo      | 1996-97  | 1997                                 |
| Lionel Messi | 2004-21  | 2010, 2012, 2013, 2017, 2018 et 2019 |
| Luis Suárez  | 2014-20  | 2016                                 |

#### IFFHS

##### Meilleur buteur international du monde
L'IFFHS élit depuis 1991 le "Meilleur buteur international du monde". Quatre joueurs du FC Barcelone ont remporté ce trophée.
| Année | Nom               | Buts |
| ----- | ----------------- | ---- |
| 1994  | Hristo Stoitchkov | 17   |
| 1997  | Ronaldo           | 22   |
| 2000  | Rivaldo           | 21   |
| 2011  | Lionel Messi      | 19   |
| 2012  | Lionel Messi      | 25   |

##### Meilleur meneur de jeu du monde

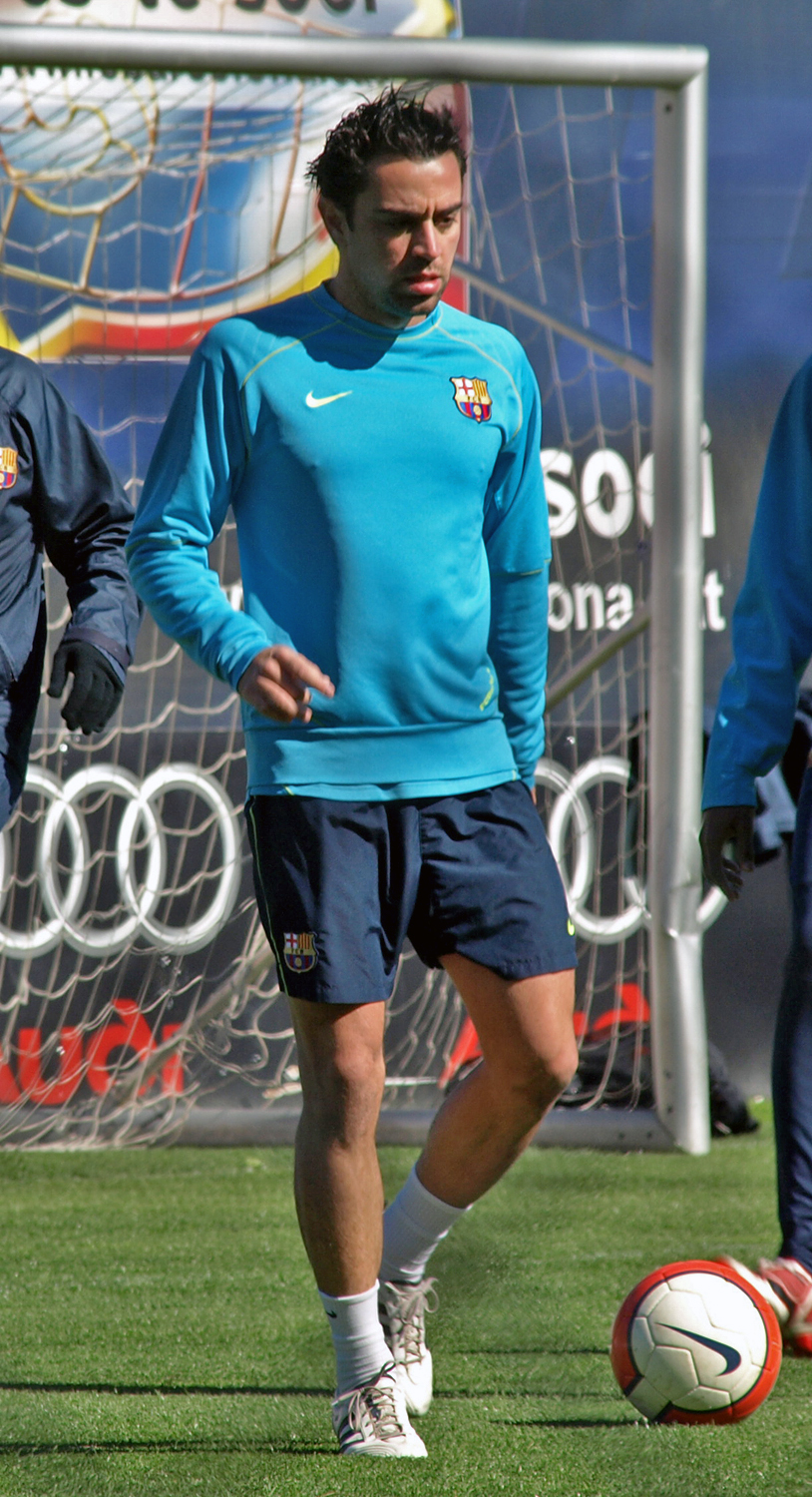
Xavi Hernández a été élu comme "Meilleur meneur de jeu au monde" quatre fois consécutivement par l'IFFHS.

L'IFFHS élit depuis 2006 le Meilleur meneur de jeu du monde. Des experts de 81 pays forment le jury annuel qui décerne ce prix. Lionel Messi, avec cinq trophées (un avec le PSG), est le joueur le plus titré dans cette catégorie.
| Année | Nom            | Points |
| ----- | -------------- | ------ |
| 2008  | Xavi Hernández | 113    |
| 2009  | Xavi Hernández | 164    |
| 2010  | Xavi Hernández | 223    |
| 2011  | Xavi Hernández | 232    |
| 2012  | Andrés Iniesta | 146    |
| 2013  | Andrés Iniesta | 132    |
| 2015  | Lionel Messi   | 168    |
| 2016  | Lionel Messi   | 172    |
| 2017  | Lionel Messi   | 247    |
| 2019  | Lionel Messi   | 299    |

### Distinctions nationales

#### Trophée Pichichi
Le Trophée Pichichi est le prix annuel décerné par le quotidien sportif Marca au Meilleur buteur du championnat d'Espagne.
Au cours de l'histoire, les joueurs du FC Barcelone ont remporté ce trophée à 21 reprises. Cependant, seuls 20 trophées ont été décernés en raison de la polémique qui eut lieu en 2005 avec Samuel Eto'o. En effet, Samuel Eto'o termina à la première place à égalité avec Diego Forlán, mais les journalistes de Marca décidèrent de considérer contre son camp un des buts marqués par Eto'o, ce qui priva de trophée le joueur camerounais du FC Barcelone.
Lionel Messi a remporté ce trophée à huit reprises (record).
| Saison  | Nom                | Buts |
| ------- | ------------------ | ---- |
| 1942-43 | Mariano Martín     | 32   |
| 1948-49 | César Rodríguez    | 28   |
| 1964-65 | Cayetano Ré        | 25   |
| 1970-71 | Carles Rexach      | 17   |
| 1978-79 | Krankl             | 29   |
| 1980-81 | Quini              | 20   |
| 1981-82 | Quini              | 26   |
| 1993-94 | Romário            | 30   |
| 1996-97 | Ronaldo            | 34   |
| 2004-05 | Samuel Eto'o       | 25   |
| 2005-06 | Samuel Eto'o       | 26   |
| 2009-10 | Lionel Messi       | 34   |
| 2011-12 | Lionel Messi       | 50   |
| 2012-13 | Lionel Messi       | 46   |
| 2015-16 | Luis Suárez        | 40   |
| 2016-17 | Lionel Messi       | 37   |
| 2017-18 | Lionel Messi       | 34   |
| 2018-19 | Lionel Messi       | 36   |
| 2019-20 | Lionel Messi       | 25   |
| 2020-21 | Lionel Messi       | 30   |
| 2022-23 | Robert Lewandowski | 23   |

#### Trophée Zamora

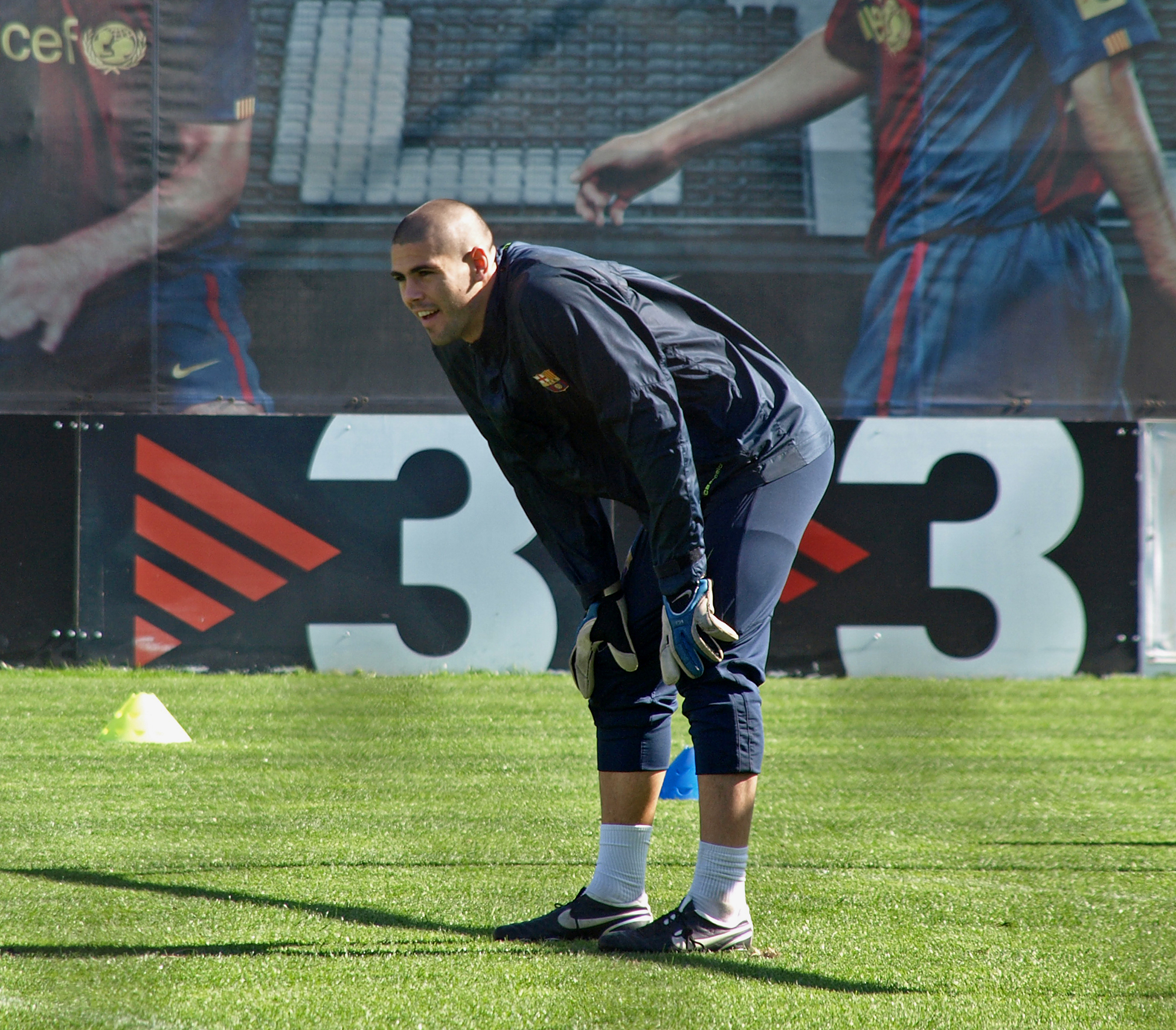
Víctor Valdés a gagné le Trophée Zamora cinq fois (dont quatre consécutivement).

Le Trophée Zamora est la distinction décernée depuis 1959 par le quotidien sportif Marca au gardien ayant encaissé le moins de buts en championnat d'Espagne. Le trophée porte le nom du légendaire gardien de but des années 1920 Ricardo Zamora. Les gardiens du FC Barcelone ont obtenu vingt et une fois le Trophée Zamora, ce qui est un record.
Antoni Ramallets et Víctor Valdés sont les seuls à avoir remporté le trophée cinq fois.
| Saison  | Nom                   | Matchs | Buts | Moyenne |
| ------- | --------------------- | ------ | ---- | ------- |
| 1947-48 | Velasco               | 26     | 31   | 1,19    |
| 1951-52 | Antoni Ramallets      | 28     | 40   | 1,42    |
| 1955-56 | Antoni Ramallets      | 29     | 24   | 0,82    |
| 1956-57 | Antoni Ramallets      | 29     | 35   | 1,20    |
| 1958-59 | Antoni Ramallets      | 28     | 23   | 0,82    |
| 1959-60 | Antoni Ramallets      | 27     | 24   | 0,88    |
| 1965-66 | José Pesudo           | 22     | 15   | 0,68    |
| 1968-69 | Salvador Sadurní      | 30     | 18   | 0,60    |
| 1972-73 | Miguel Reina          | 34     | 21   | 0,66    |
| 1973-74 | Salvador Sadurní      | 30     | 22   | 0,73    |
| 1974-75 | Salvador Sadurní      | 24     | 19   | 0,79    |
| 1977-78 | Artola                | 28     | 23   | 0,82    |
| 1983-84 | Urruti                | 33     | 26   | 0,78    |
| 1986-87 | Andoni Zubizarreta    | 43     | 29   | 0,67    |
| 2004-05 | Víctor Valdés         | 35     | 25   | 0,68    |
| 2008-09 | Víctor Valdés         | 35     | 31   | 0,88    |
| 2009-10 | Víctor Valdés         | 38     | 24   | 0,63    |
| 2010-11 | Víctor Valdés         | 32     | 16   | 0,50    |
| 2011-12 | Víctor Valdés         | 34     | 26   | 0,76    |
| 2014-15 | Claudio Bravo         | 37     | 19   | 0,51    |
| 2022-23 | Marc-André ter Stegen | 38     | 19   | 0,50    |

#### Prix LFP
Les Prix LaLiga sont des récompenses officielles décernées par la Liga Nacional de Fútbol Profesional (LaLiga) depuis 2009. Cet organisme est placé sous l'égide de la Fédération espagnole de football (RFEF). Lionel Messi a remporté à neuf reprises le prix de meilleur joueur du championnat d'Espagne.
| Année | Joueur       |
| ----- | ------------ |
| 2009  | Lionel Messi |
| 2010  | Lionel Messi |
| 2011  | Lionel Messi |
| 2012  | Lionel Messi |
| 2013  | Lionel Messi |
| 2015  | Lionel Messi |
| 2017  | Lionel Messi |
| 2018  | Lionel Messi |
| 2019  | Lionel Messi |
| 2023  | Ter Stegen   |

De 2009 à 2016, la liga remettait d'autres prix avec celui du meilleur joueur :
Le prix du meilleur gardien, remporté par Víctor Valdés en 2010 et 2011, et par Bravo en 2015. Le joueur révélation gagné par Sergio Busquets en 2009 et Pedro en 2010. Le prix du meilleur joueur étranger remporté par Neymar en 2015 et Luis Suárez en 2016.
Le prix du meilleur défenseur glané par Dani (2009), Gerard Piqué (2010) et Éric Abidal (2011). Le prix du meilleur milieu, remporté par Xavi (2009, 2010 et 2011) et Iniesta (2009, 2011, 2012, 2013 et 2014) et le prix du meilleur attaquant remporté par Messi en 2009, 2010, 2011, 2012, 2013, 2015 et 2016.
Les joueurs du Barça ont aussi reçu le prix de Joueur du mois de La Liga 20 fois (Record). Messi l'a remporté 8 fois, ce qui est un record. Les autres joueurs du Barça l'ayant gagnés sont Lewandowski (3), Ansu Fati (1), Neymar (1), Raphinha (1), Lamine Yamal (1), Pedri (1) et Suarez (4). A noter que Lamine Yamal est le plus jeune vainqueur de l'histoire de ce trophée.
Ici la liste des joueurs du FC Barcelone ayant été inclus dans l'équipe type de La Liga, qui existe depuis la saison 2009-2010 :
Víctor Valdés (2010, 2011), Carles Puyol (2010, 2012), Gerard Piqué (2010, 2011, 2015, 2017, 2019), Dani Alves (2010, 2011, 2015), Xavi (2010, 2011, 2012), Lionel Messi (2010, 2011, 2012, 2013, 2015, 2016, 2017, 2018, 2019, 2020, 2021), Andrés Iniesta (2011, 2012, 2013), Claudio Bravo (2015), Jordi Alba (2015, 2019, 2021), Ivan Rakitić (2015, 2019), Sergio Busquets (2016), Luis Suárez (2016, 2017, 2018), Sergi Roberto (2018), Frenkie de Jong (2021), Pedri (2022, 2023), Araújo (2022,2024), Marc-André ter Stegen (2023), Jules Koundé (2023), Alejandro Balde (2023),t Robert Lewandowski (2023,2024) et İlkay Gündoğan (2024).
Le FC Barcelone est le club ayant compté le plus de fois un joueur dans l'équipe type de la saison de La Liga: 51 (dont 11 de Lionel Messi, record absolu).

#### Prix Don Balón

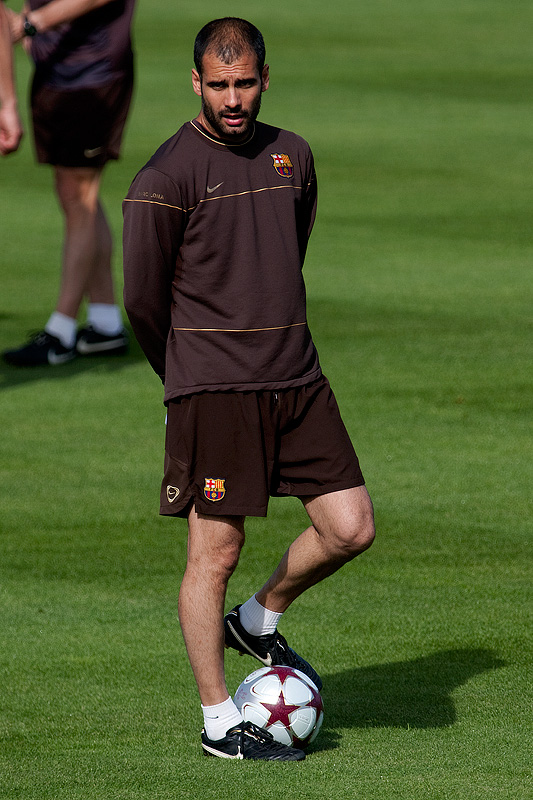
Pep Guardiola a reçu de nombreux prix saluant son travail à la tête du FC Barcelone (2008-2012).

Les Prix Don Balón sont des distinctions décernées par l'hebdomadaire Don Balón entre 1976 et 2010 aux meilleurs joueurs du championnat d'Espagne. Il y a trois catégories : meilleur joueur espagnol, meilleur joueur étranger et joueur révélation de l'année.
| Saison  | Meilleur joueur espagnol |
| ------- | ------------------------ |
| 1977-78 | Migueli                  |
| 1984-85 | Migueli                  |
| 1986-87 | Andoni Zubizarreta       |
| 1990-91 | Jon Andoni Goikoetxea    |
| 2004-05 | Xavi Hernández           |
| 2008-09 | Andrés Iniesta           |

| Saison  | Meilleur joueur étranger |
| ------- | ------------------------ |
| 1975-76 | Johan Neeskens           |
| 1976-77 | Johan Cruyff             |
| 1977-78 | Johan Cruyff             |
| 1984-85 | Bernd Schuster           |
| 1991-92 | Michael Laudrup          |
| 1993-94 | Hristo Stoitchkov        |
| 1996-97 | Ronaldo                  |
| 1997-98 | Rivaldo                  |
| 1998-99 | Luís Figo                |
| 1999-00 | Luís Figo                |
| 2003-04 | Ronaldinho               |
| 2005-06 | Ronaldinho               |
| 2006-07 | Lionel Messi             |
| 2008-09 | Lionel Messi             |
| 2009-10 | Lionel Messi             |

| Saison  | Joueur révélation |
| ------- | ----------------- |
| 1988-89 | Luis Milla        |
| 1993-94 | Sergi Barjuan     |
| 1995-96 | Iván de la Peña   |
| 1997-98 | Albert Celades    |
| 1998-99 | Xavi Hernández    |
| 2000-01 | Carles Puyol      |
| 2002-03 | Thiago Motta      |
| 2007-08 | Bojan Krkić       |
| 2008-09 | Gerard Piqué      |

## Distinctions individuelles des entraîneurs

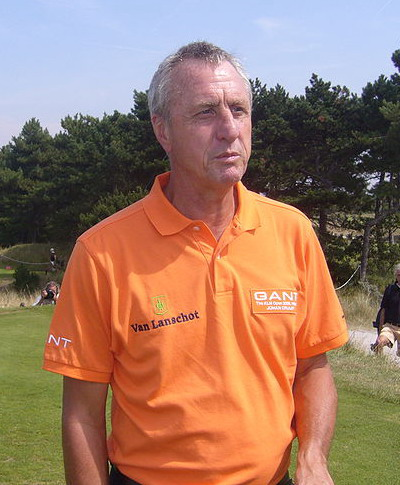
Johan Cruyff a marqué l'histoire du FC Barcelone. Comme entraîneur il remporte des titres mais il donne surtout un style de jeu à l'équipe.

Le FC Barcelone a eu un total de 55 entraîneurs au cours de son histoire. L'entraîneur qui est resté le plus longtemps à la tête de l'équipe première est Jack Greenwell avec 9 saisons (1917-1924 puis 1931-1933). L'entraîneur qui est resté le plus longtemps à son poste de façon consécutive est Johan Cruyff (du 4 mai 1988 au 18 de mai 1996). C'est Cruyff qui a dirigé l'équipe le plus de fois (430 matchs). Il a remporté 11 titres avec Barcelone, seulement devancé par Pep Guardiola (14 titres). Avec Cruyff, Barcelone a remporté quatre titres consécutifs de champion d'Espagne, ce qui est le record du club.
Pep Guardiola est l'entraîneur le plus titré de l'histoire du club avec 14 titres sur 19 possibles. Il est aussi le plus jeune entraîneur à avoir obtenu ce nombre de titres. Guardiola rentre définitivement dans l'histoire du club lorsqu'il remporte en 2009 les six titres en jeu. C'est le seul entraîneur au monde à avoir réussi cette prouesse. Pep Guardiola est aussi l'entraîneur le plus jeune à avoir gagné la Ligue des champions, à l'âge de 38 ans. Il remporte une nouvelle Ligue des champions avec Barcelone en 2011.
Le 15 janvier 2012, Pep Guardiola obtient sa 100e victoire en championnat d'Espagne à la tête de Barcelone, il devient ainsi l'entraîneur qui a eu besoin de moins de matchs pour parvenir à ce chiffre de victoires (132 matchs, 100 victoires, 23 nuls et 9 défaites). Le record était détenu par Miguel Muñoz (Real Madrid) qui avait eu besoin de 139 matchs (18 nuls et 21 défaites). Au Barça, c'est Johan Cruyff qui détenait le record avec 100 victoires en 161 matchs de championnat (35 nuls et 26 défaites).

### Plus grand nombre de matchs à la tête de l'équipe
| Rang                       | Entraîneur       | Matchs | Saisons | Titres | Période                |
| -------------------------- | ---------------- | ------ | ------- | ------ | ---------------------- |
| 1                          | Johan Cruyff     | 430    | 8       | 11     | 1988-96                |
| 2                          | Frank Rijkaard   | 273    | 5       | 5      | 2003-08                |
| 3                          | Rinus Michels    | 264    | 6       | 2      | 1971-75 puis 1976-78   |
| 4                          | Josep Guardiola  | 247    | 4       | 14     | 2008-12                |
| 5                          | Louis van Gaal   | 200    | 4       | 4      | 1997-2000 puis 2002-03 |
| 6                          | Luis Enrique     | 181    | 3       | 9      | 2014-17                |
| 7                          | Terry Venables   | 169    | 3       | 2      | 1984-87                |
| 8                          | Ferdinand Daučík | 150    | 4       | 8      | 1950-54                |
| 9                          | Ernesto Valverde | 145    | 3       | 4      | 2017-20                |
| 10                         | Helenio Herrera  | 143    | 4       | 5      | 1958-60 puis 1980-81   |
| Mis à jour le 25 mai 2023. |                  |        |         |        |                        |

Données obtenues sur le site officiel du club.

### Distinctions internationales

#### Prix d'entraîneur de l'année FIFA
Depuis 2010, la FIFA décerne le Prix d'entraîneur de l'année FIFA (remplacé par The Best, Entraîneur de la FIFA en 2016), Pep Guardiola l'a remporté en 2011 et Luis Enrique en 2015.
| Année | Entraîneur    |
| ----- | ------------- |
| 2011  | Pep Guardiola |
| 2015  | Luis Enrique  |

#### Onze d'or
Entre 1991 et 2013, la revue Onze Mondial décerne un Onze d'or au meilleur entraîneur de l'année en Europe. Trois entraîneurs du FC Barcelone ont remporté six fois ce prix : Johan Cruyff (2 fois), Frank Rijkaard (1 fois) et Pep Guardiola (3 fois). Barcelone est le club dont les entraîneurs ont remporté le plus de fois le Onze d'or.
| Année | Entraîneur     |
| ----- | -------------- |
| 1992  | Johan Cruyff   |
| 1994  | Johan Cruyff   |
| 2006  | Frank Rijkaard |
| 2009  | Pep Guardiola  |
| 2011  | Pep Guardiola  |
| 2012  | Pep Guardiola  |

#### IFFHS
L'IFFHS décerne depuis 1996 un prix au meilleur entraîneur de l'année. Frank Rijkaard, Pep Guardiola et Luis Enrique ont remporté ce prix.
| Année | Entraîneur     |
| ----- | -------------- |
| 2006  | Frank Rijkaard |
| 2009  | Pep Guardiola  |
| 2011  | Pep Guardiola  |
| 2015  | Luis Enrique   |

### Distinctions nationales

#### Prix Don Balón
Les Prix Don Balón sont des prix décernés par l'hebdomadaire Don Balón entre 1976 et 2010.
| Année | Entraîneur     |
| ----- | -------------- |
| 1985  | Terry Venables |
| 1991  | Johan Cruyff   |
| 1992  | Johan Cruyff   |
| 2005  | Frank Rijkaard |
| 2006  | Frank Rijkaard |
| 2009  | Pep Guardiola  |
| 2010  | Pep Guardiola  |

#### Prix LFP
Les Prix LFP sont des récompenses officielles décernées par la Liga de Fútbol Profesional (LFP). Cet organisme est placé sous l'égide de la Fédération espagnole de football. Pep Guardiola a remporté à quatre reprises le prix de meilleur entraîneur du championnat d'Espagne.
| Année | Entraîneur    |
| ----- | ------------- |
| 2009  | Pep Guardiola |
| 2010  | Pep Guardiola |
| 2011  | Pep Guardiola |
| 2012  | Pep Guardiola |
| 2015  | Luis Enrique  |

#### Trophée Miguel Muñoz
Le Trophée Miguel Muñoz est un prix décerné annuellement par le quotidien sportif Marca au meilleur entraîneur du championnat d'Espagne. Le prix a été créé en 2005 en honneur à Miguel Muñoz, l'entraîneur qui a dirigé le plus de matchs en première division. Pep Guardiola a obtenu ce trophée deux fois de suite, en 2008-09 et 2009-10. Tito Vilanova l'a obtenu en 2013.
| Année | Entraîneur    |
| ----- | ------------- |
| 2009  | Pep Guardiola |
| 2010  | Pep Guardiola |
| 2013  | Tito Vilanova |